# Podlesie (Katowice)
Podlesie (niem. Podlesche) – część oraz dzielnica Katowic, położona w południowo-zachodniej części miasta, nad rzeką Mleczną, granicząca z Zarzeczem i Kostuchną oraz miastami Tychy i Mikołów.
Podlesie po raz pierwszy jako samodzielna osada jest wzmiankowane w latach 60. XV wieku roku, jednak jego początki jako jednej z osad ziemi pszczyńskiej, związane są z dawną wsią Uniczowy, która w XV wieku rozpadła się na trzy osobne. Rdzeniem Podlesia stała się współczesna ulica Uniczowska, która była dawniej główną drogą we wsi. W XVII powstały dwa podleskie przysiółki – Zaopusta i Dąbrowa. W XIX wieku wieś przechodziła szereg katastrof; po pożarze z 1806 roku stała się pierwszą murowaną wsią na ziemi pszczyńskiej. W tym okresie pozostawała wsią typowo rolniczą z wysoką agrokulturą. 18 sierpnia 1929 roku zorganizowano tutaj centralne dożynki Polski, zaś w 1930 roku naczelnik gminy Robert Jarczyk został wybrany posłem na Sejm RP. Dnia 27 maja 1975 roku Podlesie zostało włączone do Katowic, stając się częścią miasta, a od 1 stycznia 1992 roku jest jedną z jego administracyjnych dzielnic.
Od czasów transformacji ustrojowej Podlesie przekształciło się z dzielnicy rolniczo-mieszkaniowej w mieszkaniową z udziałem usług podstawowych. Następuje tutaj zjawisko suburbanizacji związane ze stałym wzrostem liczby mieszkańców Podlesia oraz jego rozbudową o nowe budynki mieszkaniowe, głównie jednorodzinne i szeregowe. Głównym instytucjami dzielnicy są: Filia „Podlesie” MDK „Południe” w Katowicach, OSP Katowice-Podlesie, rzymskokatolicka parafia Matki Bożej Częstochowskiej oraz LGKS 38 Podlesianka Katowice.
Powierzchnia Podlesia wynosi 8,28 km² (5,03% powierzchni miasta), a pod koniec 2020 roku mieszkało tutaj 6645 osób (2,44% ludności Katowic).

## Geografia

### Położenie
Dzielnica nr 22 Podlesie jest jedną z 22 dzielnic Katowic, będącą jednostką pomocniczą gminy, znajdującą się w grupie dzielnic południowych. Położona jest w południowo-zachodniej części miasta. Powierzchnia dzielnicy wynosi 8,28 km², co stanowi 5,02% powierzchni całego miasta. Podlesie od północy graniczy z Zarzeczem, od północy i od wschodu z Kostuchną, od południa z miastem Tychy, zaś od zachodu z miastem Mikołów.
Granice dzielnicy przebiegają następująco:
- od północy – od granicy Katowic i Mikołowa do przecięcia z torami kolejowymi biegnie ona korytem Kaskadnika; dalej ciągnie się ona na północ wzdłuż torów do rejonu Potoku Granicznego na wysokości ulicy Dereni; w dalszym przebiegu biegnie na wschód południowym odcinkiem ulicy Dereni do ulicy K. Stabika, okalając budynki przy niej położone od północy; granica za budynkiem nr 55 skręca na południowy wschód, przecinając ulicę Sasanek pomiędzy budynkami 18 i 20; dalej granica okala od północy w kierunku wschodnim budynki przy ulicy Zachodniej, po czym biegnie tą ulicą do skrzyżowania z ulicą Armii Krajowej; następnie granica biegnie ulicą AK aż do drogi położonej równolegle pomiędzy ulicami Warsztatową i ulicą Okrąglica, a w dalszym ciągu granica ta biegnie do ulicy Sołtysiej za budynkiem nr 94,
- od wschodu – biegnie prostolinijnie od przepustu wodnego pod torami kolejowymi na styku z ulicą Sołtysią na południe do punktu załamania się granic miast Katowice i Tychy,
- od południa – stanowi jednocześnie granicę pomiędzy Katowicami a Tychami,
- od zachodu – przebiega od trójstyku granic Katowic, Tychów i Mikołowa wzdłuż granicy z Mikołowem do przecięcia z Kaskadnikiem.

Według podziału fizycznogeograficznego Jerzego Kondrackiego obszar Podlesia położony jest w mezoregionie Wyżyna Katowicka (341.13), stanowiącym południową część makroregionu Wyżyna Śląska. Sama zaś Wyżyna Śląska jest fragmentem podprowincji Wyżyna Śląsko-Krakowska.
Pod względem krain historycznym dzielnica ta znajduje się we wschodniej części Górnego Śląska. Historycznie Podlesie od północy graniczy z Kostuchną, od wschodu z Bożymi Darami (dawna kolonia Podlesia), od zachodu z Zarzeczem, zaś od południa z Tychami.

### Geologia
Tereny Podlesia położone są w niecce górnośląskiej, a obszar ten ma budowę zrębową. Na przełomie dewonu i karbonu zostało zaburzone paleozoiczne podłoże Wyżyny Śląskiej poprzez utworzenie zapadliska, które w okresie karbonu zostało wypełnione przez zlepieńce, piaskowce i łupki ilaste zawierające pokłady węgla kamiennego. Utwory z tego okresu pod osadami czwartorzędowymi występują prawie na całym obszarze dzielnicy (prócz terenów wzdłuż granicy Podlesia i Tychów, gdzie występują utwory mioceńskie) i są one poprzecinane kilkoma uskokami. Powierzchniowo zaś występują one w rejonie lasu Gniotek, na południowy wschód od doliny Rowu Malownik, a także wzdłuż ulicy Marzanny. Są to wychodnie warstw orzeskich (westfal B). Jest to potężna seria zbudowana przeważnie z łupków z wkładkami piaskowców, syderytów i przeszło 50 pokładami węgla kamiennego.
W okresie trzeciorzędu utworzyły się główne rysy rzeźby terenu Podlesia. Wówczas to dochodziło intensywnych procesów wietrzenia chemicznego i denudacji
W czwartorzędzie obszar dzielnicy został prawdopodobnie pokryty przez lądolód skandynawski dwukrotnie: podczas najstarszego zlodowacenia Sanu (krakowskiego) oraz w okresie zlodowacenia Odry (środkowopolskiego). Osady po pierwszym zlodowaceniu zostały w większości usunięte w okresie interglacjału, zaś lądolód zlodowacenia Odry, który wkroczył na tereny Katowic od zachodu wzdłuż obniżenia Kłodnicy, pozostawił po sobie gliny zwałowe występujące wzdłuż obniżeń dolinnych. Wody z topniejącego lodowca kierowały się obniżeniami dolinnymi na południowy wschód z doliny Kłodnicy do doliny Mlecznej i dalej do Wisły. Powierzchniowo plejstoceńskie piaski i żwiry fluwioglacjalne budują znaczną część Podlesia i występują powyżej doliny Mlecznej. Poza tym znajdują się tutaj też obszary zbudowane z glin zwałowych oraz piasków i żwirów glacjalnych z głazami na glinie zwałowej.
W trwającym współcześnie holocenie następują zjawiska niszczenia i wyprzątania pokryw osadów plejstoceńskich. Osady rzeczne występują w dolinach rzek, m.in. w dolinach Mlecznej, Kaskadnika, Rowu Malownik, Rowu Podleskiego i Bielawki.

### Gleby
Podlesie zbudowane jest głównie na glebach bielicowych i rdzawych wytworzonyche z piasków słabogliniastych, a także na glebach płowych wytworzonych z glin zwałowych oraz piasków naglinowych i naiłowych.
Gleby w wielu przypadkach straciły swoją wartość użytkową w wyniku ich mechanicznego przekształcenia. Występują tutaj procesy niwelacji terenu pod przyszłe inwestycje, zwłaszcza w dolinach rzecznych, w wyniku których niszczone są profile glebowe oraz warstwa próchniczna gleby. Gleby pól ornych w rejonie dzielnicy należą do średnio urodzajnych, a uprawa tutejszych ziem wymaga ich nawożenia. Dominują tu grunty IV klasy bonitacyjnej, z przewagą RIVb. Znikomy jest zaś udział gruntów klasy III.

### Rzeźba terenu
Podlesie położone jest na Wyżynie Śląskiej, na Płaskowyżu Bytomsko-Katowickim (północno-wschodnia część dzielnicy) oraz na Zrębie Mikołowskim (południowo-zachodni fragment dzielnicy), będącym częścią mezoregionu Wyżyna Katowicka (341.13).
Na współczesną rzeźbę terenu Podlesia główny wpływ miało zlodowacenie południowopolskie (Sanu) oraz maksymalny stadiał zlodowacenia środkowopolskiego (Odry), zaś w ostatnim okresie zasadniczy wpływ wywarła także morfogenetyczna działalność człowieka związana z osadnictwem oraz górnictwem. Doprowadziło to do zniszczenia naturalnego podłoża oraz do tworzenia nowych form degradacji rzeźby. Część obszarów dzielnicy stanowi także antropogeniczna powierzchnię zrównania.
Rzeźbę terenu Podlesia urozmaicają doliny potoków z łąkami, dzielące niewysokie zalesione wzgórza, a pod względem jednostek morfologicznych Podlesie jest położone w trzech jednostkach ciągnących się w rejonie dzielnicy w przybliżeniu południkowo: na Garbie Mikołowskim (zachodnia część dzielnicy), Obniżeniu Górnej Mlecznej (wzdłuż doliny Mlecznej; północne, środkowe i południowe części dzielnicy) i na Płaskowyżu Murcek (północno-wschodnie rejony Podlesia).
Na Garbie Mikołowskim, który ciągnie się wzdłuż granicy Katowic i Mikołowa, znajduje się najwyższy punkt Podlesia. Położony jest on w południowo-zachodniej części dzielnicy, na skraju lasu Gniotek i wznosi się na wysokość 310 m n.p.m. Teren Podlesia opada z obydwu stron do ciągnącego się południkowo w rejonie dzielnicy Obniżenia Górnej Mlecznej. W dolinie tej rzeki przy granicy z Tychami znajduje się najniżej położony punkt dzielnicy o wysokości poniżej 255 m n.p.m. Podlesie w centralnej części dzielnicy w rejonie skrzyżowania ulic M. Trojoka, Barwinków i Strzelnica położone jest na wysokości 263,55 m n.p.m. Różnica wysokości pomiędzy skrajnymi punktami dzielnicy wynosi około 55 metrów.

### Wody

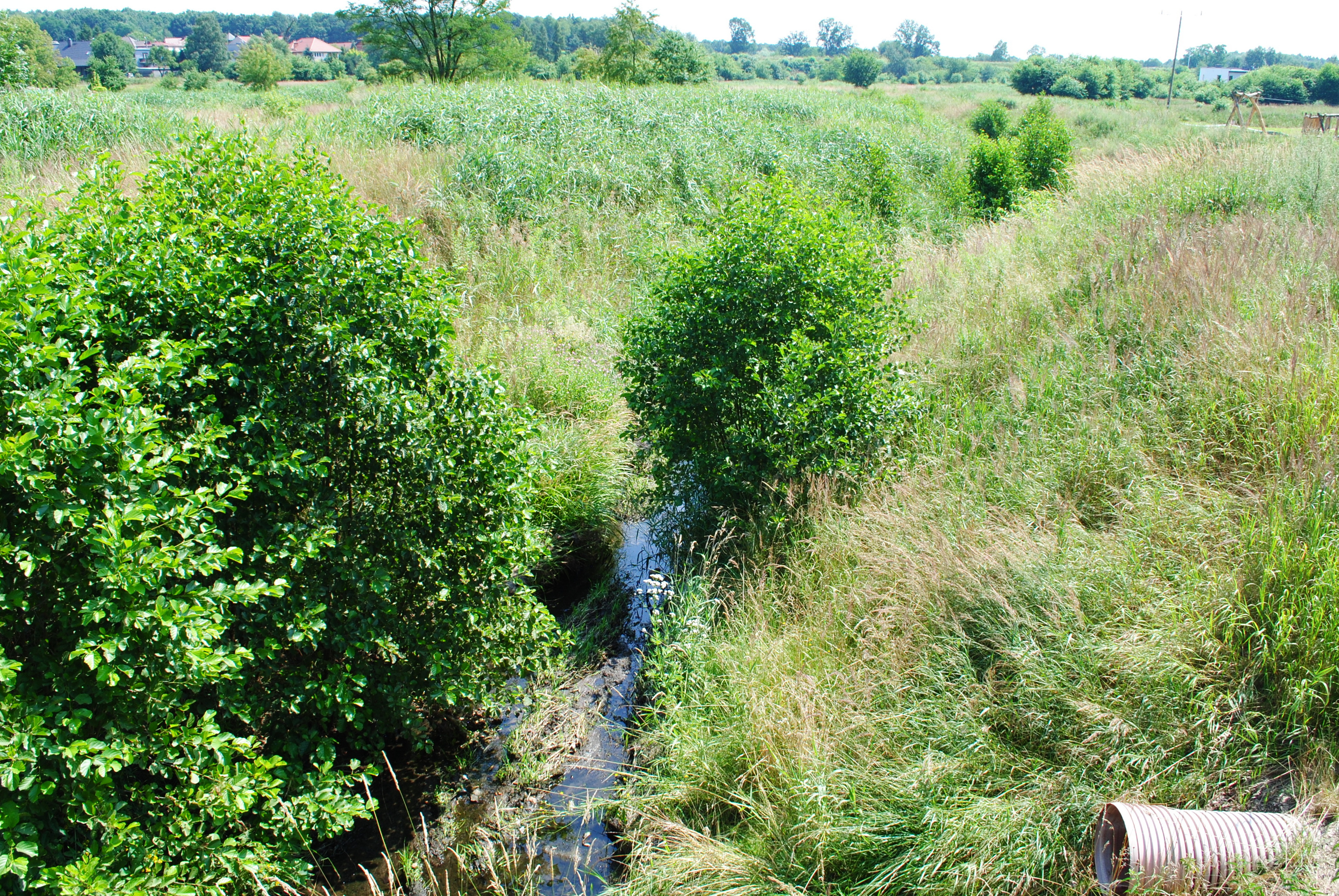
Rzeka Mleczna na wysokości ulicy Zaopusta; widok na wschód

Tereny Podlesia położone są w całości dorzeczu Wisły, w znacznej większości w zlewni Mlecznej. Rzeka ta przepływa przez Podlesie od strony Zarzecza, stanowiąc także historyczną granicę pomiędzy Podlesiem a Zarzeczem. Rozdziela ona dawne przysiółki Podlesia – Kopaniny i Zaopustę. Rzeka ta płynie wśród bagnistych łąk i lasów i utworzyła szeroką dolinę. Ma ona uregulowane i ograniczone wałami koryto. Do Mlecznej w Podlesiu lewostronnie wpływa Rów Malownik (na wysokości Dąbrowy), zaś prawostronnie Kaskadnik (na granicy Podlesia i Zarzecza) i Bielawka. Dodatkowo przez Podlesie, w północnej jego części, płynie jeszcze jeden lewy dopływ – Rów Podleski.
Na wysokości Oczyszczalni Ścieków Podlesie w dolinie Mlecznej znajduje się kompleks stawów lokalnie zwanych Dupiną.
Tereny Podlesia w rejonie lasu Gniotek położone są w zlewni potoku Mąkołowiec. Tam też znajduje się jego źródło.

### Klimat i topoklimat
Warunki klimatyczne Podlesia są zbliżone do klimatu dla całych Katowic. Jest on modyfikowany zarówno przez czynniki klimatotwórcze, jak i lokalne. Na klimat dzielnicy w większym znaczeniu mają wpływy oceaniczne aniżeli wpływy kontynentalne, zaś sporadycznie klimat modyfikowany jest przez docierające tu od południowego zachodu przez Bramę Morawską masy powietrza zwrotnikowego.
Średnia roczna temperatura w wieloleciu 1961–2005 dla stacji w nieodległym Muchowcu wynosiła 8,1 °C. Najcieplejszym miesiącem w badanym okresie był lipiec (17,8 °C), a najchłodniejszym styczeń (–2,2 °C). Średnie roczne usłonecznienie w latach 1966–2005 wynosiło 1474 godziny, zaś średnie zachmurzenie w tym samym okresie wynosiło 5,3. Średnia roczna suma opadów w skali roku w okresie lat 1951–2005 wynosiła 713,8 mm. Średni czas zalegania pokrywy śnieżnej wynosi 60–70 dni, a okres wegetacyjny trwa średnio 200–220 dni. W ciągu roku przeważają wiatry zachodnie i południowo-zachodnie (odpowiednio 20,7% i 20,4% wszystkich wiatrów), a najrzadziej wieje z północy (5,7%). Średnia prędkość wiatru wynosił 2,4 m/s.
Klimat Podlesia jest modyfikowany przez czynniki lokalne (topoklimat) zależne od pokrycia terenu, a także od położenia względem dolin rzecznych. Częściowo w dnach doliny Mlecznej i jej dopływów panuje niekorzystny topoklimat zabudowanych den dolinnych. W czasie pogodnych nocy tworzą się zastoiska zimnego powietrza. Możliwe są także lokalne przymrozki typu radiacyjno-adwekcyjnego. Na wyżej położonych terenach dzielnicy panują warunki średnio korzystne, zaś na terenach płaskich poza dnami dolin, bez zwartej szaty roślinnej są korzystne warunki. Tam dopływ ciepła z warstw głębszych przeciwdziała dużym spadkom temperatury w przyziemnej warstwie powietrza w czasie pogodnych nocy. Warunki takie panują głównie na terenach niezabudowanych w południowej części Zaopusty oraz w Kopaninach.

### Przyroda i ochrona środowiska

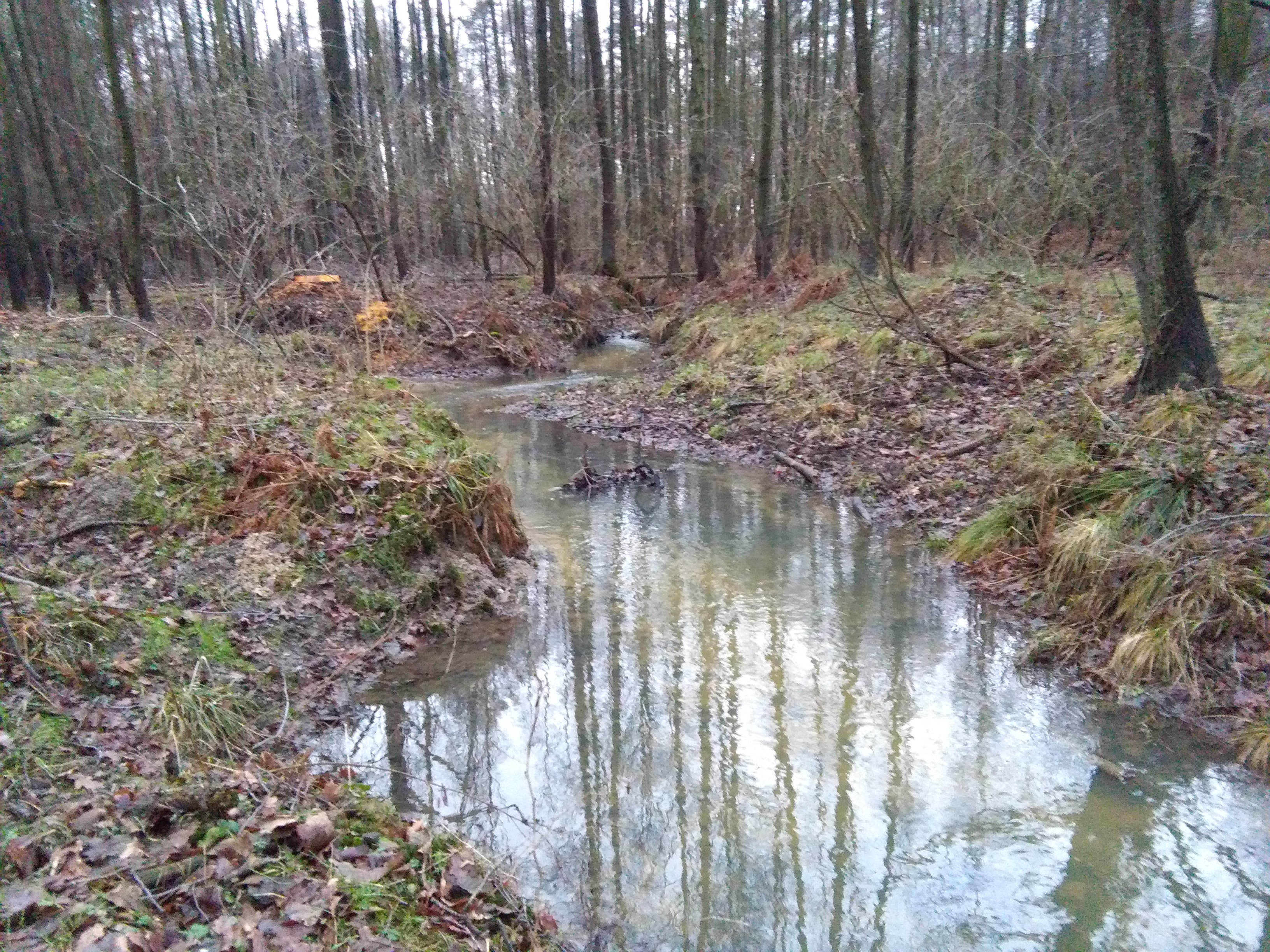
Fragment lasu Gniotek – Bielawka

Naturalna szata roślinna na terenie Podlesia kształtowana była od czasu ostatnich zlodowaceń 12–16 tys. lat temu, a w przeciągu 200 ostatnich lat została poddana silnej antropopresji. Pierwotnie tereny dzielnicy porastały w dolinach rzek łęgi i olsy, powyżej zaś głównie bory. Obszar Podlesia ma charakter otwarty i występują tutaj obszary umiejscowione w krajobrazie rolniczo-leśnym, a z biegiem czasu zaznaczyła się tutaj coraz silniejsza presja w kierunku zabudowy wolnych terenów.
W południowych dzielnicach Katowic (Piotrowice-Ochojec, Kostuchna, Podlesie i Zarzecze) dominują przekształcone lasy mieszane, w których według danych z 2005 roku 41% składu gatunkowego drzew stanowią sosny. Kolejne dominujące drzewa to dęby (27%) i brzozy (22%). W obniżeniach terenu leśnego, w siedliskach wilgotnych dominuje olsza czarna, tworząc płaty lasu łęgowego. W runie charakterystyczną rośliną w tutejszych lasach jest czosnek niedźwiedzi, a ponadto występują tutaj stanowiska ciemiężycy zielonej, wawrzynka wilczełyko, kruszczyka szerokolistnego, kopytnika pospolitego, kruszyny pospolitej i kaliny koralowej. W porach letnich wyróżniają się skrzypy leśne i paprocie, zaś jesienią krzewy trzmieliny zwyczajnej. Występują tutaj także dwa gatunki grzybów chronionych: wachlarzowiec olbrzymi i sromotnik bezwstydny.

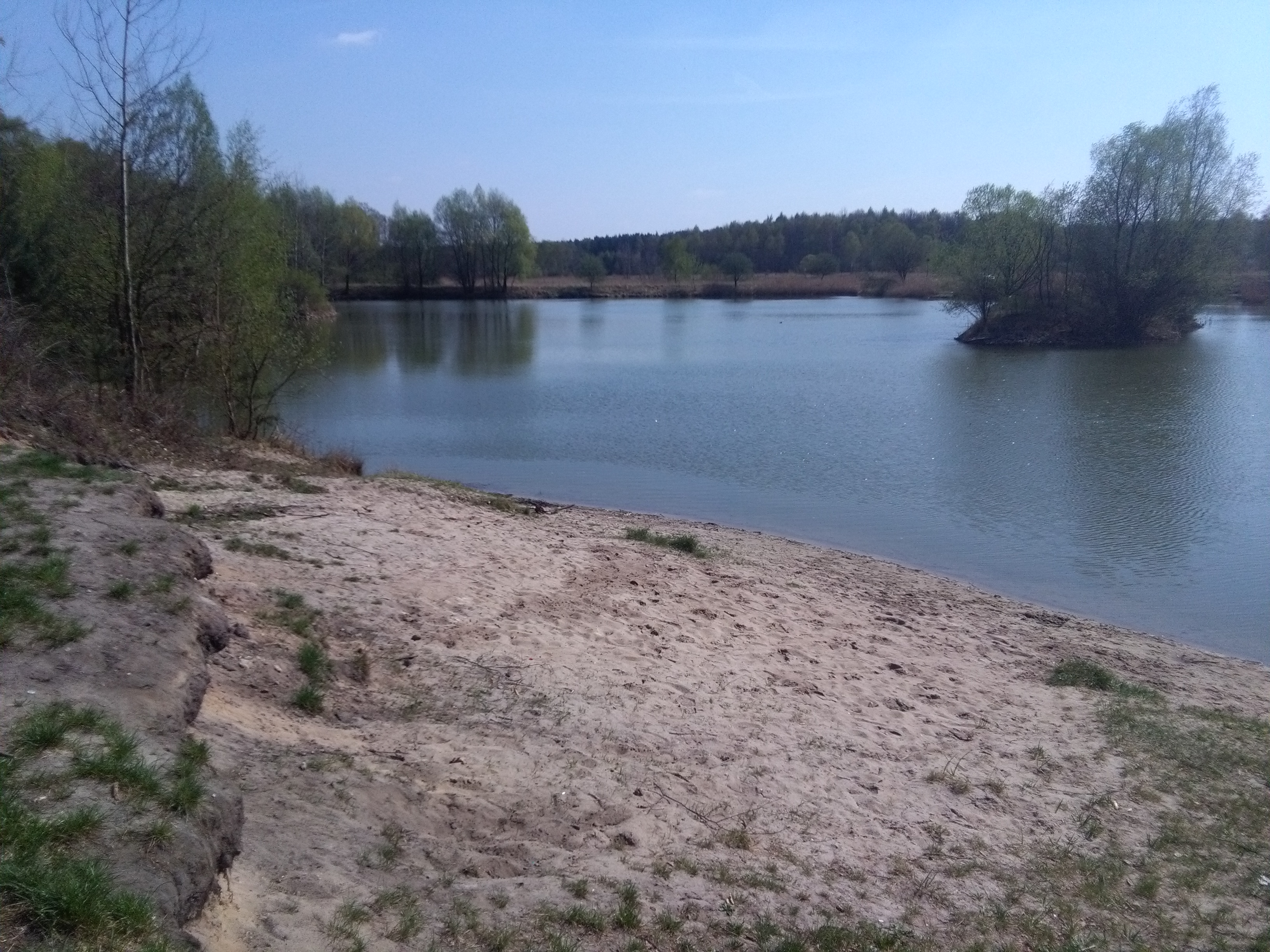
Staw Dupina w kotlinie Mlecznej – siedlisko płazów i ptaków

Spośród fauny, w siedliskach wilgotnych występuje kilka gatunków płazów bezogonowych, mające w tej części Katowic dobre warunki do życia i rozwoju. Miejsca te są siedliskami życia żab jeziorkowych, żab wodnych, żab trawnych czy ropuch szarych. W lasach gniazdują ptaki śpiewające, w tym m.in.: modliszki zwyczajne, bogatki, piecuszki i łozówki. Żyją tutaj także inne ptaki, jak kowaliki, strzyżyki, rudziki, drozdy śpiewaki czy kosy. Tę część Katowic zamieszkują także ssaki – przede wszystkim gryzonie, ale też i gatunki większych ssaków (w tym jelenie czy dziki). Występują tutaj m.in.: jeże wschodnie, ryjówki aksamitne, zające szaraki, wiewiórki i łasice.

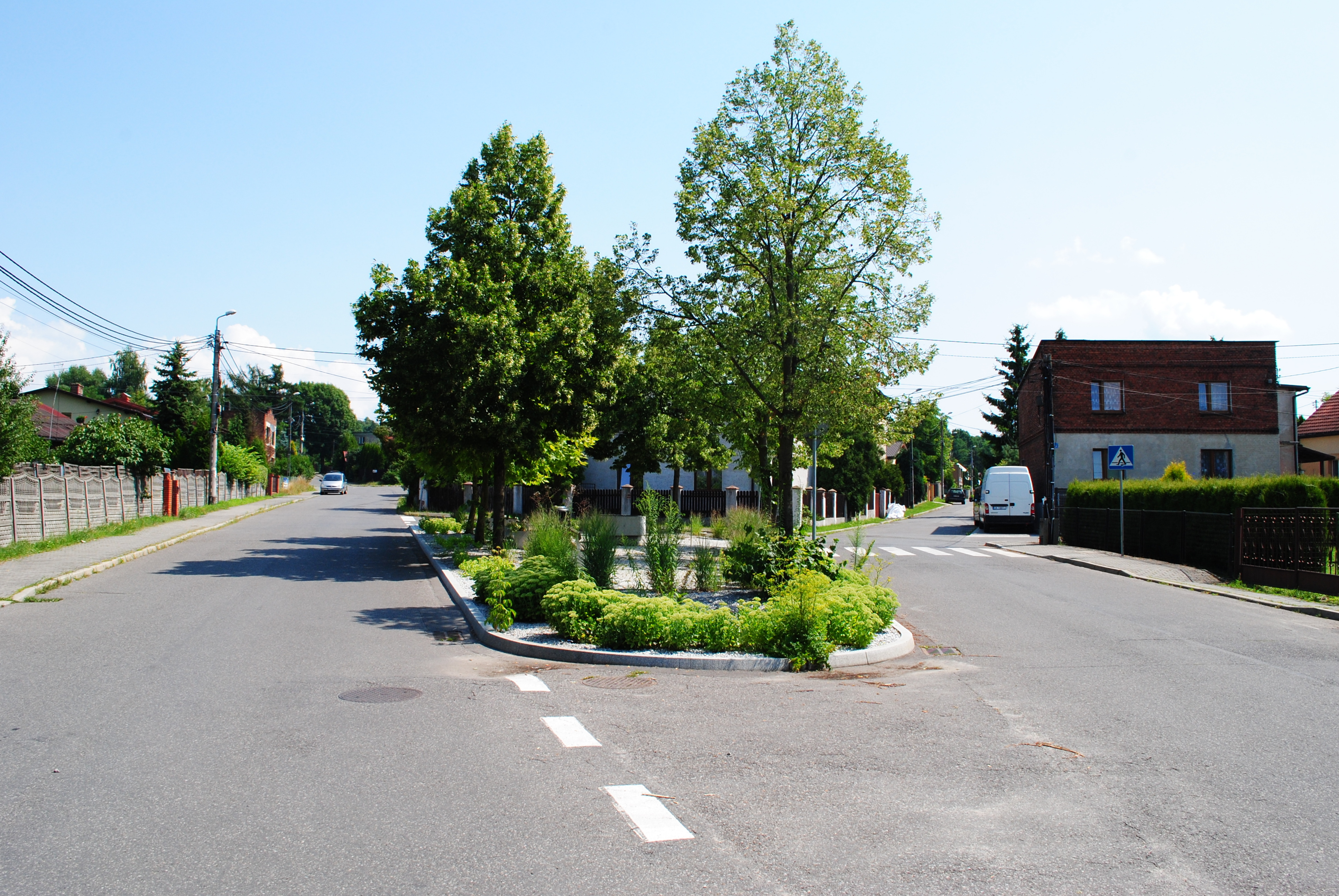
Skwer Bolesława Holeckiego w centrum Dąbrowy

Dolina Mlecznej jest najważniejszym na terenie całych Katowic korytarzem ekologicznym, łączącym poszczególne kompleksy leśne. Wzdłuż Mlecznej i jej dopływów występują zarośla olchowo-wierzbowe oraz płaty łąk wilgotnych i świeżych. Występuje tutaj kilka rzadkich i chronionych gatunków roślin. Podmokła część doliny Mlecznej poniżej Podlesia – tzw. Dupina – jest siedliskiem płazów i ptaków wodno-błotnych. Obszar ten zajmuje powierzchnię 224,5 ha.
Las Gniotek o powierzchni 159,5 ha jest remizą leśną, w której występuje kilka rzadkich i chronionych gatunków roślin. Las ten jest ostoją zwierzyny płowej i wielu gatunków ptaków leśnych. Położony jest w południowo-zachodniej części dzielnicy, przy granicy z Mikołowem. Porastają go głównie siedliska borowe i wilgotne. Dominującymi gatunkami są tutaj sosna zwyczajna i brzoza brodawkowata, zaś w domieszce występuje tu głównie dąb szypułkowy i świerk.
Na siedliskach zurbanizowanych rozwinęły się m.in. zbiorowiska ruderalne, rozwijające się w dzielnicy przede wszystkim w siedliskach antropogenicznych terenów zabudowanych i nieużytków miejskich. Tereny te występują zwłaszcza centralnej części dzielnicy, a także w rejonie Oczyszczalni Ścieków Podlesie.
W dzielnicy brak jest powierzchniowych form ochrony przyrody oraz pomników przyrody. Jedynym zaś nazwanym obszarem zieleni urządzonej jest położony w Dąbrowie skwer Bolesława Holeckiego, ustanowiony Uchwałą Rady Miasta Katowice z dnia 4 marca 2021 roku.

## Nazwa
Nazwa dzielnicy Podlesie związana jest z roślinnością, a pisownia z biegiem czasu się zmieniała. W dokumencie datowanym na 1467 bądź 1468 rok Podlesie wzmiankowane jest jako Uniczowy-Zalesie. W dokumencie sprzedaży dóbr pszczyńskich wystawionym przez Kazimierza II cieszyńskiego w języku czeskim we Frysztacie w dniu 21 lutego 1517 roku wieś została wymieniona jako Podlesy Vnicziowy i dopiero w aktach z 1586 roku pojawia się po raz pierwszy samodzielna nazwa Podlesie.

## Historia

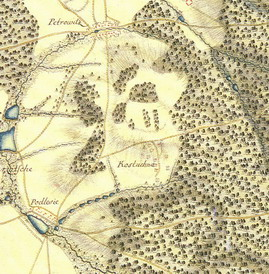
Fragment mapy autorstwa Christiana Friedricha von Wrede z 1749 roku przedstawiająca m.in. Podlesie (w lewym dolnym rogu)

Początki Podlesia sięgają XII wieku, kiedy to na obszarze dzisiejszego Podlesia, Piotrowic i Zarzecza istniała wieś Uniczowy, która w XV wieku rozpadła się na trzy samodzielne osady. Podlesie po raz pierwszy jako samodzielna osada została wzmiankowana w 1467 bądź 1468 roku w protokolarze miasta Pszczyny jako „Uniczowy-Zalesie” lub Uniczowy-Major.
Już od XV wieku we wsi swoje gospodarstwo miał wolny sołtys, do którego należał młyn i stawy rybne, a jednym z nich był Andrzej Latoszewski, który w 1683 roku stał na czele chorągwi składającej się ze 116 chłopów z ziemi pszczyńskiej, którzy ubezpieczali szańce pod Jabłonkowem na granicy węgiersko-austriackiej. W 1572 roku w Podlesiu gospodarowało łącznie dziewięciu kmieci oraz dwóch zagrodników.
W okresie wojny trzydziestoletniej nastąpił upadek gospodarczy terenów księstwa pszczyńskiego. Wielu mężczyzn zginęło w trakcie przemarszu wojsk, a ich synowie byli stamtąd uprowadzani. Wzrosła też liczba drobnych gospodarstw – zagrodniczych i chałupniczych. Po zniszczeniach wojennych od połowy XVII wieku nastąpił wzrost demograficzny na ziemiach pszczyńskich i zwiększała się liczba gospodarstw. W tym samym wieku na prawym brzegu Mlecznej powstał nowy przysiółek Podlesia – Zaopusta, a prawdopodobnie także w tym samym okresie jeszcze jeden podleski przysiółek – Dąbrowa, którego zapleczem był las.
W dniach od 16 do 19 lipca 1698 roku w Piotrowicach i Podlesiu kwaterowały wojska armii króla saskiego Augusta II. Wojskami tymi dowodzili hrabiowie Rose i Christian von Winkelmann. W czerwcu 1734 roku, w czasie wojny o sukcesję polską, na terenie dzisiejszej Dąbrowy utworzono obóz szpitalny dla wojsk króla Augusta III. Teren obozu był ograniczony przez rzekę Dupinę oraz otoczony zasiekami z obawy przed napaścią wojsk króla Stanisława Leszczyńskiego. Po kilku miesiącach z uwagi na panującą w obozie epidemię stał się on cmentarzyskiem. Pod koniec sierpnia 1734 roku wojska saskie zlikwidowały obóz i postawiły cmentarz dla zmarłych żołnierzy. Do połowy XVIII wieku przez Podlesie przebiegał stary trakt handlowy prowadzący od Mikołowa do Mysłowic (tzw. „furmaniec”), którym wożono m.in. sól z Wieliczki.

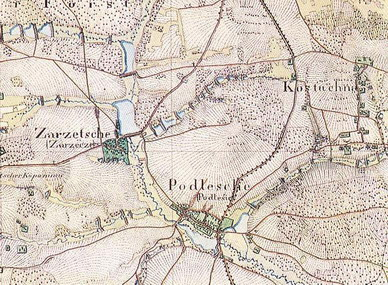
Mapa z 1825 roku przedstawiająca rejony południowych katowickich dzielnic, w tym Podlesia

XIX wiek dla Podlesia było czasem wielu katastrof. W 1800 roku nad Podlesiem przeszła nawałnica, która przyniosła ze sobą opady gradu wielkości kurzych jaj. Burza ta doprowadziła do zniszczeń wielu upraw i spowodowania obrażenia ludzi i zwierząt. Jako wotum przebłagalne mieszkańcy usypali w rejonie dzisiejszej ulicy Saskiej w Dąbrowie kopczyk, na którym powstała kapliczka. W 1806 roku Podlesie strawił wielki pożar, dzięki jednak przeprowadzonej po nim odbudowie Podlesie było pierwszą i jedyną wówczas w powiecie pszczyńskim murowaną wsią. W 1874 roku na tyfus umarł co dziesiąty mieszkaniec wsi. Drugi pożar w Podlesiu wybuchł 17 września 1879 roku w domu naczelnika Rindfleischa, pozbawiając dachu nad głową 22 rodziny. Jeszcze w tym samym roku Podlesie nawiedziła klęska głodu, zaś w 1883 roku epidemia dyfterytu doprowadziła do śmierci 39 dzieci.
Pomiędzy Podlesiem, Zarzeczem a Mikołowem w połowie XIX wieku powstały dwa przysiółki zwane Kopanina-Zarzecze i Kopanina-Podlesie, które rozdzielał Kaskadnik. Przysiółek Kopanina-Podlesie wykształcił się wzdłuż drogi z Podlesia do Mikołowa prowadzącej przez las Gniotek.
24 czerwca 1870 roku oddano do użytku budowaną w latach 1865–1869 w rejonie Dąbrowy obecną linię kolejową nr 142 z Szopienic do Tychów i Pszczyny przez Murcki i Kostuchnę. Podczas budowy nasypu kolejowego w Podlesiu natrafiono na cmentarz żołnierzy saskich z 1734 roku. Szczątki wywieziono taczkami na wzgórze koło kapliczki, gdzie je grzebano. W 1872 roku we wsi otwarto nową czteroklasową szkołę, w 1874 roku urząd stanu cywilnego, a w 1894 roku agencję pocztową. Główną drogę w Podlesiu utwardzono w 1897 roku. W 1912 roku w centrum Podlesia oddano do użytku gmach urzędu gminy. Na przełomie 1918 i 1919 roku w Podlesiu powołano gniazdo Towarzystwa Gimnastycznego „Sokół”.
W latach 1919–1921 mieszkańcy Podlesia aktywnie uczestniczyli w powstaniach śląskich. W dniu 19 lutego 1919 roku powołano w Podlesiu oddział Polskiej Organizacji Wojskowej Górnego Śląska. Założycielami byli: Jan, Franciszek i Alojzy Latuskowie, Ludwik Parasol, Franciszek Huj (Holecki) oraz Maciej Jargoń. 16 sierpnia 1919 roku, w przeddzień I powstania śląskiego, miejscowi powstańcy zgromadzili się pod lasem Gniotek, a dowództwo 77-osobowego oddziału objął Franciszek Kubica. Powstańcy bezskutecznie oczekiwali tam na przybycie z Tychów komendanta Franciszka Kozyry z rozkazami. Dzień później, w dniu wybuchu I powstania śląskiego powstańcy z Podlesia z powodu braku rozkazów rozeszli się nad ranem do domów. Po rozejściu się przyjechał do Podlesia oddział Grenzschutzu z Kostuchny, który rozpoczął wyłapywanie powstańców, przeprowadzając rewizję ich mieszkań. Aresztowanych uczestników powstania przetransportowano do Mikołowa, a potem do więzienia w Gliwicach, zaś pozostali opuścili Podlesie przyłączając się do powstańców z Kostuchny bądź Mikołowa.
W czasie plebiscytu na Górnym Śląsku w dniu 20 marca 1921 roku na 1177 osób uprawnionych mieszkańców Podlesia 1082 z nich zagłosowało za przyłączeniem do Polski, zaś 79 za włączeniem do Niemiec.
W momencie wybuchu III powstania śląskiego, nocą z 2 na 3 maja 1921 roku grupa powstańców z Podlesia i Zarzecza zebrała się w Tychach na placu obok szkoły, skąd przetransportowano ich do Szopienic. Oddział ten w Szopienicach pełnił zadania specjalne dla sztabu Wojciecha Korfantego, a po tygodniu powstańców przewieziono pociągiem w okolice Ujazdu. Powstańcy opanowali stację kolejową w pobliżu Centawy, a stamtąd skierowani zostali do walk pod Górą św. Anny. Tam zginęło dwóch powstańców z Podlesia: Paweł Bajura i Augustyn Hoinkis. Wojsko Polskie, które kierowało się w stronę Mikołowa, uroczyście wkroczyło do Podlesia 29 czerwca 1922 roku pod dowództwem gen. Kazimierza Horoszkiewicza. W 1922 roku w Podlesiu na pamiątkę powstań śląskich na placu obok rogatki postawiono pomnik upamiętniający powstańców śląskich. W 1939 roku został on zburzony przez Niemców.

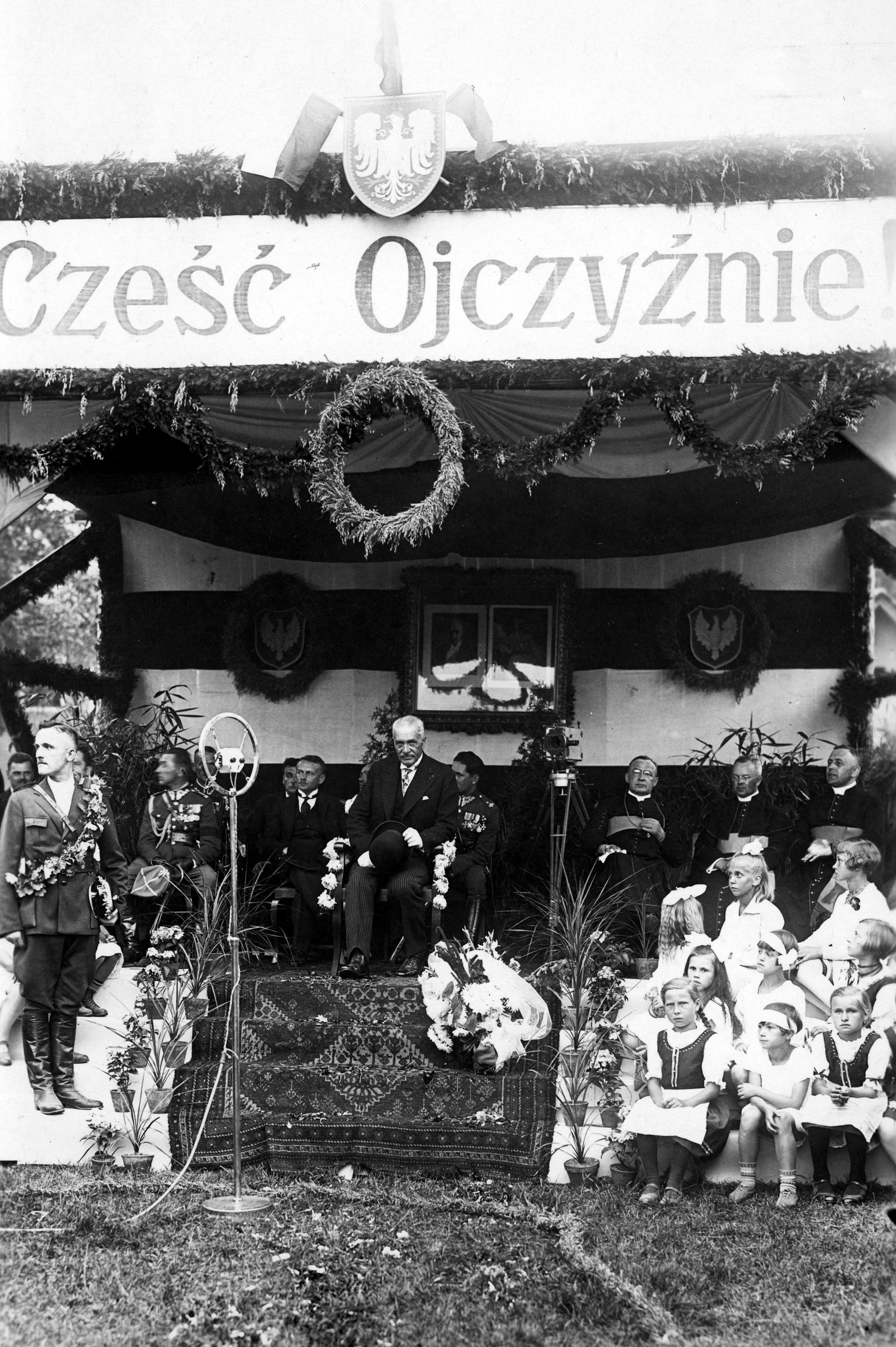
Centralne dożynki Polski zorganizowane 18 sierpnia 1929 roku w Podlesiu; na zdjęciu m.in. prezydent RP Ignacy Mościcki, wojewoda Michał Grażyński, adiutant mjr Kazimierz Jurgielewicz i ks. Józef Gawlina

W dniu 15 sierpnia 1921 roku odbyło się poświęcenie kościoła pw. Matki Bożej Częstochowskiej, a kilkanaście dni wcześniej, 1 sierpnia 1925 roku erygowano parafię rzymskokatolicką, której pierwszym proboszczem został ks. Karol Wientzek. Dnia 5 czerwca 1922 roku w Podlesiu otwarta została polska szkoła, a pięć lat później, w 1927 roku otwarto tutaj kolejowy przystanek osobowy. W latach międzywojennych w Podlesiu powstało też szereg organizacji społeczno-kulturalnych oraz kombatanckich, w tym: Związek Obrony Kresów Zachodnich (1923 rok), Związek Powstańców Śląskich (1923 rok) i Oddział Młodzieży Powstańczej (1935 rok).
W dniu 14 listopada 1926 roku naczelnikiem gminy Podlesie został Robert Jarczyk – miejscowy przemysłowiec i kupiec. Doprowadził on m.in. do rozbudowy budynku Urzędu Gminy. W 1930 roku został wybrany posłem do Sejmu Rzeczypospolitej Polskiej.
W Podlesiu 18 sierpnia 1929 roku zorganizowano centralne dożynki Polski. Organizatorem wydarzenia był naczelnik gminy Podlesie Robert Jarczyk, a na uroczystości przybyli m.in.: prezydent Polski Ignacy Mościcki, wojewoda śląski Michał Grażyński i biskup katowicki Arkadiusz Lisiecki. Na ulicach rozstawiono kilka triumfalnych bram, a kobiety w strojach śląskich złożyły prezydentowi w darze duży bochen chleba i wieniec dożynkowy. Przybyłych gości witał naczelnik gminy Józef Holecki.
Na początku II wojny światowej z nocy z 2 na 3 września 1939 roku przez Podlesie i Kostuchnę do Murcek i Brzezinki wycofywała się 23 Górnośląska Dywizja Piechoty. Pierwsze zaś niemieckie oddziały Wehrmachtu wjechały czołgami do Podlesia popołudniu 3 września, kierując się w stronę Kostuchny. W pierwszych dniach niemieckiej okupacji władzę administracyjną przejęła armia. Na urzędach gmin zawisły flagi ze swastyką, a zarząd nad gminą objął Hans Kendziora wraz z Teoderem Walterem i Nikodemem Thomasem – miejscowymi członkami Volksbundu. Podlesie w wyniku germanizacji przemianowano zaś na Underwalde (bądź też były to plany, a ich realizację przewidziano po wojnie). W październiku 1939 roku władzę na Górnym Śląsku przejęła administracja cywilna, zaś miesiąc później, 15 listopada 1939 roku naczelnikiem gminy został Alfred Maiwald, który przywrócił gminie dawną nazwę Podlesie.
W czasie niemieckiej okupacji Podlesia rozwiną się ruch oporu przeciwko okupantowi. W grudniu 1939 roku utworzono filię Polskich Sił Zbrojnych, którego komenda znajdowała się w Piotrowicach. Organizatorem filii był Ryszard Śmieja. Członkowie podleskiej filii PSZ zostali aresztowani w marcu 1941 roku; Maksymilian Jargoń i Franciszek Spernol zostali ścięci gilotyną w Spandau. W 1942 roku Jan Kierat założył w Podlesiu Polską Organizację Walki Wyzwoleńczej, licząca 25 członków.
W styczniu 1945 roku rozpoczyna się ofensywa wojsk sowieckich, a na ten czas wstrzymano prace elektrowni i zakładów przemysłowych. W dniu 27 stycznia 1945 roku wycofujące się wojska niemieckie wysadziły podleski dworzec kolejowy, a w nocy z 27 na 28 stycznia od strony Kostuchny wjechały do Podlesia sowieckie czołgi. Samą zaś wieś zajęto bez walki.
W dniu 1 grudnia 1945 roku do Podlesia włączono Zarzecze, tworząc gminę Podlesie, którą włączono do gminy Kostuchna w 1973 roku. W 1962 roku w Podlesiu otwarto szkołę „tysiąclatkę”, zaś na początku lat 70. XX wieku zbudowano Miejski Ośrodek Zdrowia. Po kolejnej reorganizacji administracji terenowej 27 maja 1975 roku, gminę i miasto Kostuchna wraz z Podlesiem włączono do Katowic. W 1988 roku w Podlesiu odbyły się uroczystości 750-lecia Podlesia.
Po okresie transformacji ustrojowej w Polsce, w dniu 16 września 1991 roku katowicka Rada Miejska przyjęła uchwałę, na mocy której 1 stycznia 1992 roku podzielono Katowice na 22 pomocnicze jednostki samorządowe i 22 obszary ich działania. Jedną z jednostek, oznaczoną nr 22, stało się „Podlesie”. Po 1989 roku w południowych dzielnicach Katowic (w tym także w Podlesiu) zaznaczył się trend rozbudowy tych obszarów o nową zabudowę mieszkaniową, a wraz z tym systematycznie wzrastała liczba mieszkańców tych dzielnic.

## Demografia
| Okres/ l. osób       | przedprodukcyjny (0–18 lat) | produkcyjny (18–60/65 lat) | poprodukcyjny (pow. 60/65 lat) | Razem |
| -------------------- | --------------------------- | -------------------------- | ------------------------------ | ----- |
| Ogółem               | 1 319                       | 3 742                      | 1 037                          | 6 098 |
| kobiety              | 628                         | 1 834                      | 672                            | 3 134 |
| mężczyźni            | 691                         | 1 908                      | 365                            | 2 964 |
| Wskaźnik feminizacji | 91                          | 96                         | 184                            | 106   |

Pierwsze dane demograficzne dotyczące Podlesia pochodzą z XVI wieku. Według urbarza pszczyńskiego z 1536 roku we wsi tej mieszkało 8 kmieci, zaś w 1572 roku było ich 9, a poza nimi mieszkało tutaj 2 zagrodników. W 1593 roku żyło tutaj 9 kmieci, sołtys Walek Zarembecz i 2 zagrodników. Okres ten był czasem względnej stabilizacji we wsiach ziem pszczyńskich na terenie współczesnych Katowic. W późniejszych latach liczba mieszkańców Podlesia rosła powoli.
W okresie wojny trzydziestoletniej wielu mężczyzn zginęło w trakcie przemarszu wojsk, a ich synowie byli uprowadzani. Wykazy z 1629 roku podają, że oprócz kmieci pojawiło się w Podlesiu 23 chałupników. W 1640 roku żyło tutaj 8 kmieci, 2 zagrodników i 18 chałupników (w tym 3 poddanych sołtysa, cieśla Paweł Podbiał i kowal Wojtek), a także sołtys Witek Zarembiec. Po zniszczeniach z okresu wojny trzydziestoletniej od połowy XVII wieku nastąpił wzrost demograficzny tych ziem. Według spisu ludności z 1764 roku w Podlesiu zamieszkiwało wówczas 150 osób, w tym 8 siodłaków, 2 zagrodników, 1 wolny sołtys i 17 chałupników.
W XIX wieku przez Podlesie przeszły liczne klęski i kataklizmy, lecz mimo tego wzrastała ogólna liczba ludności. W 1858 roku mieszkało tutaj 731 osób w 88 domach mieszkalnych (w tym 723 osoby wyznania rzymskokatolickiego, 4 ewangelików i 4 żydów). W 1868 (bądź w 1861) roku w Podlesiu żyło 879 osób (w tym 7 żydów i 4 ewangelików), 1871 roku 986 osób (w tym 202 dzieci), w 1885 roku 1193 osoby (w tym 17 ewangelików, i 4 żydów) w 130 domach, zaś w 1905 roku 2038 osób w 230 domach.
W 1931 roku na podstawie wyników spisu ludności w gminie Podlesie (wraz z kolonią Böer) mieszkało 4375 osób, w tym 4199 narodowości polskiej oraz 176 narodowości niemieckiej. Pod względem wyznaniowym gmina ta liczyła 4267 katolików, 173 ewangelików i 1 żyda. W 1933 lub 1934 roku w gminie Podlesie (wraz z kolonią Böer) mieszkało 4349 osób, w tym 165 ewangelików i 4 żydów. W roku 1970 Podlesie zamieszkiwało 3902 osób i było ono jedną z najgęściej zaludnionych osad podmiejskich (347,6 osób/km²). Dziesięć lat później w Podlesiu mieszkały 4172 osoby.
Tereny dzielnicy Podlesie w 1988 roku zamieszkiwało 4348 osób, a tym czasie najwięcej żyło osób w przedziale lat 30–44, 15-29 i 0-14, zaś najmniej przedziale 60 lat i więcej. Od tego czasu Podlesie jest jedną z trzech dzielnic Katowic (wspólnie z Kostuchną i Zarzeczem), w której notuje się stały wzrost liczby ludności.
W 2005 roku Podlesie liczyło 4941 mieszkańców, zaś dwa lata później, pod koniec 2007 roku 5240 osób, co stanowiło wówczas 1,7% ludności miasta. Dzielnica ta była wówczas najrzadziej po Zarzeczu zaludnioną dzielnicą Katowic. Gęstość zaludnienia dzielnicy w tym czasie wynosiła 633 osób/km² i była niższa od średniej dla całego miasta wynoszącej wówczas 1916 osób/km². W tym czasie dominowały grupy osób w wieku 30-44, 15-29 i 45–59 lat, zaś najmniej było w grupie 0–14 lat. Pod koniec 2013 roku liczba mieszkańców Podlesia wynosiła 5869 osób, w tym 1023 osób w wieku do 14 lat i 347 osób w wieku powyżej 75 lat.
Według badań sondażowych przeprowadzonych w 2011 roku na grupie 30 mieszkańców dzielnicy, 43,3% ankietowych zadeklarowało narodowość polską, 40,0% narodowość śląską (największy odsetek po Załężu), a 16,7% jednocześnie polską i śląską.

Na poniższym wykresie przedstawiono rozwój demograficzny terenów Podlesia:
Źródła danych:
1764;
1840;
1861 (według innego źródła tyle samo osób mieszkało w 1869 roku);
1871;
1885 (według innego źródła w Podlesiu mieszkało wówczas 1123 osoby);
1905 (według innego źródła w Podlesiu mieszkało wówczas 1925 osób);
1970;
1980;
1988;
1997;
2005 (31 grudnia);
2010 (31 grudnia);
2015 (31 grudnia);
2020 (31 grudnia).

## Polityka i administracja

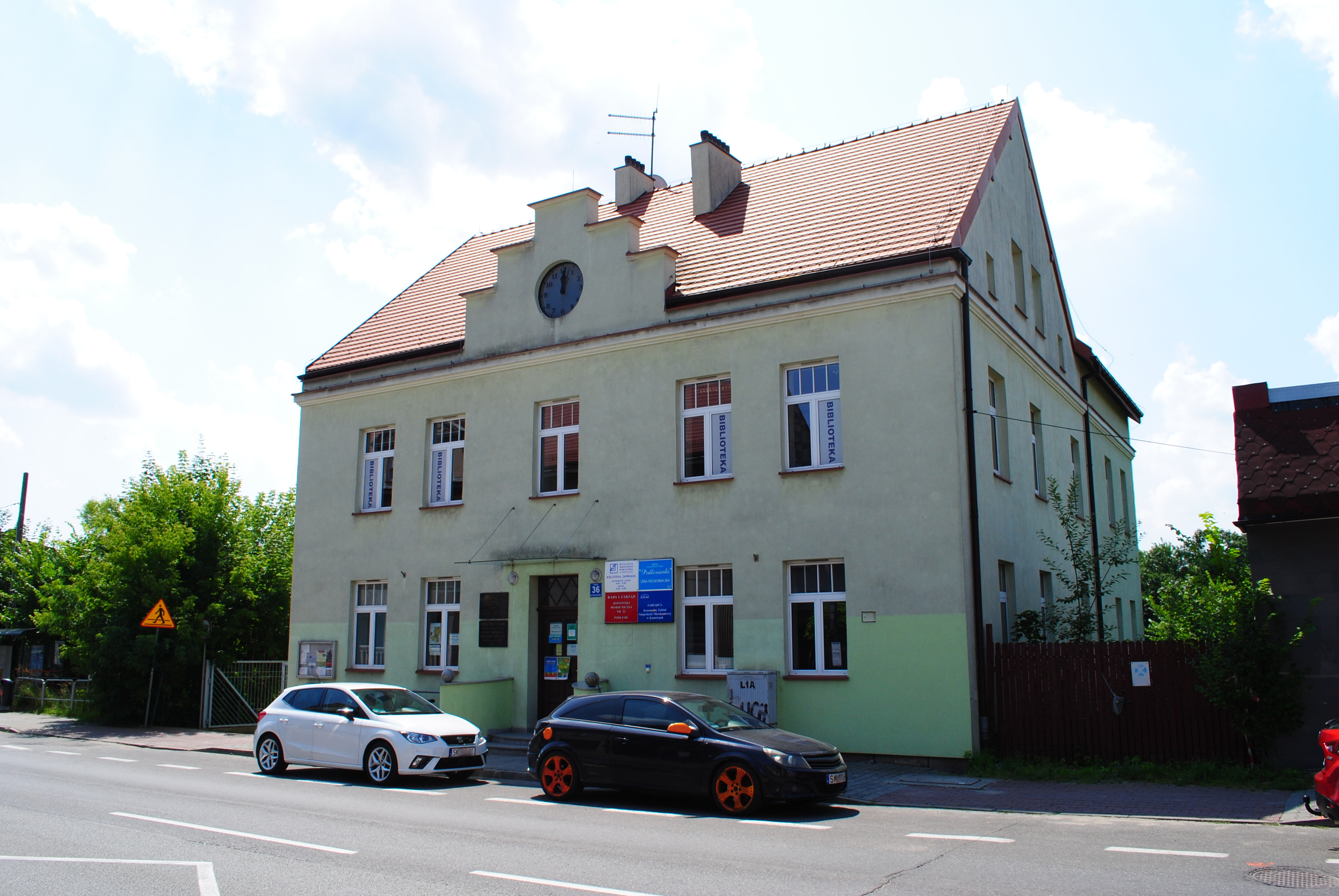
Gmach dawnego ratusza gminy Podlesie z 1912 roku (ul. Uniczowska 36); obecnie siedziba m.in. Rady i Zarządu Dzielnicy nr 22 Podlesie

Dzielnica nr 22 Podlesie jest jedną z 22 dzielnic Katowic, stanowiących jednostki pomocnicze gminy. Została ona powołana na mocy uchwały Rady Miejskiej w Katowicach jako jednostka samorządowa nr 22 Podlesie 1 stycznia 1992 roku. Według Uchwały nr XLVI/449/97 Rady Miejskiej Katowic z dnia 29 września 1997 roku Podlesie jest statutową dzielnicą w zespole dzielnic południowych. Obowiązujący statut dzielnicy został ustanowiony na mocy Uchwały Nr XLI/912/21 Rady Miasta Katowice z 25 listopada 2021 roku. Zgodnie z przepisami statutu, organami dzielnicy jest Rada Dzielnicy oraz Zarząd Dzielnicy. Rada Dzielnicy składa się z 15 radnych wybieranych na pięcioletnią kadencję. Jest ona organem stanowiącym dzielnicy, a do zadań Rady Dzielnicy należy m.in. występowanie do organów miasta Katowice w sprawie wniosków mieszkańców dzielnicy w zakresie jej działania, inicjowanie i organizowanie obchodów okolicznościowych, imprez kulturalnych, sportowych czy rekreacyjnych, opiniowanie inicjatyw lokalnych czy też wnioskowanie w sprawach miasta dotyczących obszaru Podlesia. Zarząd Dzielnicy jest z kolei organem wykonawczym dzielnicy. Przewodniczący Zarządu reprezentuje dzielnicę na zewnątrz, a do zadań Zarządu należy m.in. przyjmowanie wniosków mieszkańców dzielnicy, organizowanie i koordynowanie inicjatyw społecznych, informowanie mieszkańców o sprawach dzielnicy bądź też przygotowywanie projektów uchwał Rady Dzielnicy.
Rada oraz Zarząd Dzielnicy nr 22 Podlesie swoją siedzibę mają w gmachu dawnego Urzędu Gminy Podlesie przy ulicy Uniczowskiej 36. Przewodniczącym Rady Dzielnicy pod koniec 2022 roku był Jacek Szymik-Kozaczko, zaś Przewodniczącą Zarządu Dzielnicy była wówczas Grażyna Honc. W trakcie kadencji 2014–2018 przedstawiciele Rady i Zarządu brali udział w szeregu spotkań roboczych z władzami miasta Katowice, edukacyjnych i w wydarzeniach kulturalnych odbywających się na terenie dzielnicy. Reprezentowali oni dzielnicę podczas uroczystości miejskich i lokalnych, szkoleniach czy na sesjach Rady Miasta Katowice. Radni w tym czasie uczestniczyli też w kolejnych edycjach katowickiego Budżetu Obywatelskiego i inicjatywach lokalnych.
Historycznie tereny Podlesia w granicach politycznych Śląska znalazły się pod koniec XII lub na początku XIII wieku i początkowo wchodziły prawdopodobnie w skład kasztelanii mikołowskiej, lecz jeszcze w XIII wieku na czoło zaczęła wysuwać się Pszczyna. W 1337 roku tereny dzielnicy wraz z księstwem raciborskim przeszły pod panowanie Mikołaja II z dynastii Przemyślidów opawskich. W 1375 roku Jan – syn Mikołaja II – przekazał zwierzchnictwo nad okręgami pszczyńskimi i mikołowskimi księciu opolskiemu Władysławowi II, który przed 1386 rokiem oddał Przemyślidom opawskim. W późniejszych latach ziemia ta przechodziła na różne osoby.
Na początku XVI wieku ziemiami pszczyńskimi zainteresowani byli przedstawiciele dwóch rodów mieszczańskich z Krakowa: Turzonowie i Salomonowie w związku z korzystnymi uwarunkowaniami tych terenów, tj. obecnością rud żelaza, kuźnic i łatwych do eksploatacji terenów leśnych. W 1517 roku Aleksy Thurzon nabył obszar pszczyński od Wacława II, a potem odstąpił w 1525 roku ten teren swojemu bratu Janowi. W 1527 roku tereny te uzyskały status państwa stanowego. W 1548 Jan Turzon sprzedał państwo pszczyńskie biskupowi wrocławskiemu Baltazarowi Promnitzowi i od tego czasu aż do 1763 roku ziemia pszczyńska była pod panowaniem Promnitzów, potem zaś rodu Anhalt-Cöthen. Spadkobiercami po rodzie Anhaltów był ród Hochbergów; w 1847 roku po śmierci księcia Henryka von Anhalt-Cöthen majątek pszczyński przejął Jan Henryk X Hochberg.
Po 1742 roku, kiedy to tereny dzielnicy Podlesie weszły w skład państwa pruskiego, na Górnym Śląsku utworzono powiaty. Obszary dzielnicy znalazły się w powiecie pszczyńskim. 1 stycznia 1874 roku na Śląsku ustanowiono nowe jednostki administracyjne, zwane „okręgami urzędowymi” (niem. Amtsbezirk), obejmujących kilka gmin i obszarów dworskich. W powiecie pszczyńskim utworzono m.in. okręg urzędowy Podlesie (niem. Amtsbezirk Podlesie), w skład którego weszły gminy wiejskie Kamionka, Podlesie i Zarzecze. Pierwszy naczelnik urzędował w Podlesiu. Jeszcze w tym samym roku w Podlesiu rozpoczął działalność urząd stanu cywilnego. W 1883 roku naczelnikiem gminy Podlesie został Paweł Jarczyk.

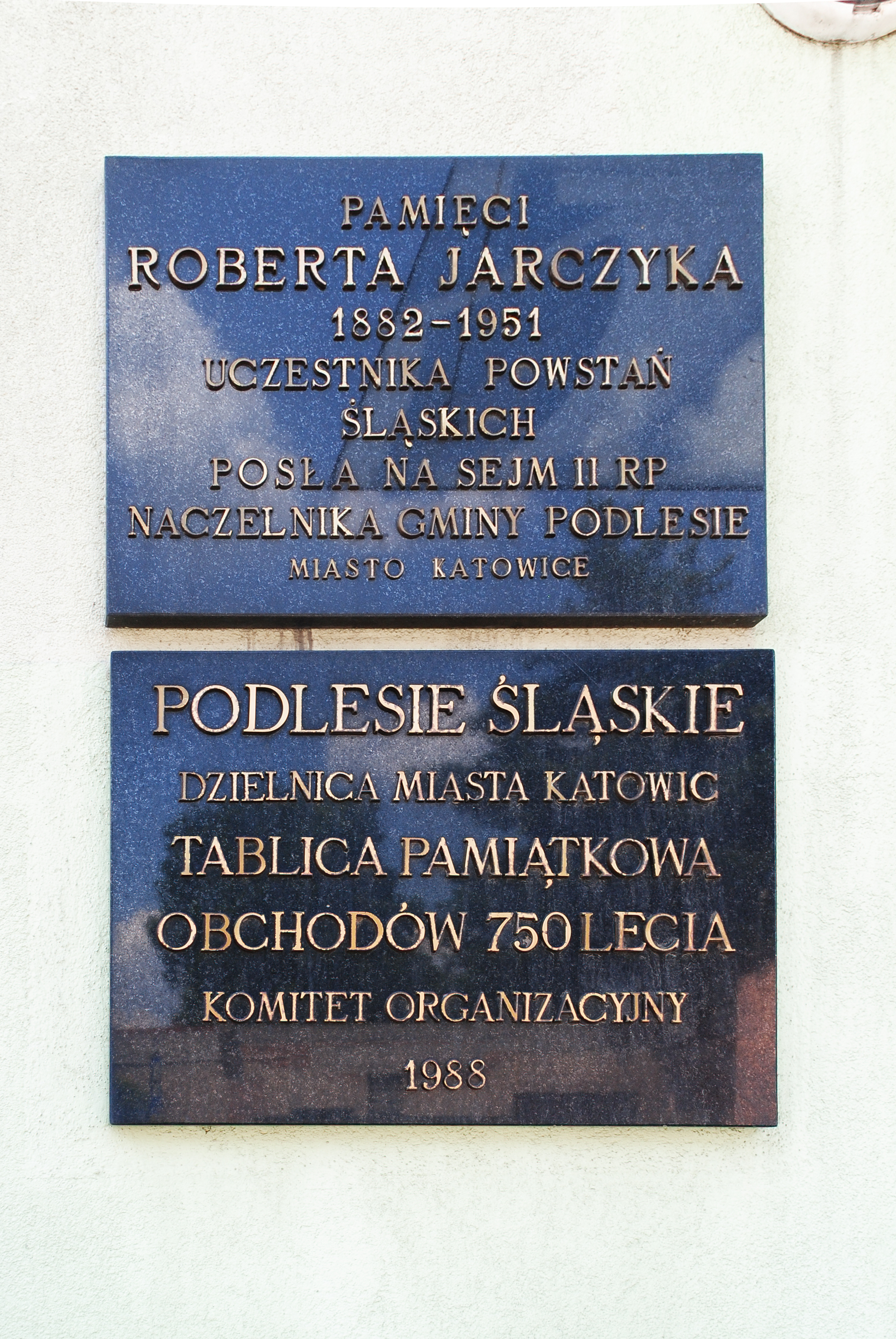
Tablica na fasadzie d. podleskiego ratusza (ul. Uniczowska 36) upamiętniająca Robera Jarczyka – uczestnika powstań śląskich posła na Sejm RP i naczelnika gminy Podlesie

Podlesianie mieli swojego reprezentanta w sejmiku powiatowym – został nim w 1905 roku Robert Jarczyk, późniejszy naczelnik gminy Podlesie w latach 1926–1930, który w 1930 roku został wybrany posłem do Sejmu Rzeczypospolitej Polskiej.
Budynek Urzędy Gminy Podlesie powstał w 1912 roku przy ulicy Uniczowskiej 36. Gmach ten początkowo określano jako Amstgebäude lub Verwaltungsgebäude (z niem. „budynek urzędowy”) i do 1975 roku pełnił swoją pierwotną funkcję jako siedziba władz administracyjnych. Obecnie budynek ten jest siedzibą m.in. Rady i Zarządu Dzielnicy nr 22 Podlesie.
W 1922 roku przyłączono do Polski m.in. obszar dzisiejszych Katowic wraz z gminami Piotrowice i Podlesie, a niedługo po powstaniu autonomicznego województwa śląskiego przystąpiono do likwidacji obszarów dworskich na jego terenie. W powiecie pszczyńskim nastąpiło to 30 września 1924 roku, a w dniu następnym zlikwidowane obszary dworskie włączono do sąsiednich gmin. Zlikwidowano m.in. obszar dworski Podlesie. Z obszaru dworskiego Murcki zaś utworzono nową gminę Murcki z wyjątkiem m.in. parcel z kopalnią węgla kamiennego „Böer” („Boże Dary”) o powierzchni 215,81 ha, którą włączono do gminy Podlesie. Wraz z nimi włączono także obszar powstałej na początku XX wieku kolonii „Böer” („Boże Dary”), która do tego czasu podlegała bezpośredniej administracji księcia pszczyńskiego. W 1933 roku gmina Podlesie miała powierzchnią 1216 ha, w tym 60 ha gruntów ornych, 116 ha łąk i 540 ha lasów.
W 1936 roku książę pszczyński Jan Henryk XV Hochberg spotkał się z wojewodą Michałem Grażyńskim celem uregulowania stosunków w państwem polskim, zaś rok później zrzekł się on części swoich terenów; zniesiono także fideikomis pszczyński.
W czasie II wojny światowej niemieckie władze okupacyjne przywróciły nazewnictwo miejscowości według stanu z 1922 roku, pozostawiając nieruszone wszelkie zmiany administracyjne, które nastąpiły do tej pory. W pierwszych dniach niemieckiej okupacji władzę administracyjną przejęła armia. Na urzędach gmin zawisły flagi ze swastyką, a w Podlesiu zarząd nad gminą objął Hans Kendziora wraz z Teodorem Walterem i Nikodemem Thomasem – miejscowymi członkami Volksbundu. Podlesie w wyniku germanizacji przemianowano na Underwalde (bądź też były to plany, a ich realizację przewidziano po wojnie). W październiku 1939 roku władzę na Górnym Śląsku przejęła administracja cywilna, zaś miesiąc później, 15 listopada 1939 roku naczelnikiem gminy został Alfred Maiwald, który przywrócił gminie dawną nazwę Podlesie. Rozporządzeniem nadprezydenta prowincji śląskiej w dniu 23 kwietnia 1940 roku do gminy Podlesie włączono gminę Zarzecze, zaś samą gminę Podlesie podzielono na trzy części: Podlesie I, Podlesie II (Boże Dary) i Podlesie III (Zarzecze).
Po objęciu przez polskie władze terenów Górnego Śląska w 1945 roku przywrócono na terenie współczesnych Katowic stan prawny z 1 września 1939 roku, nie uznając przekształceń dokonanych przez niemieckie władze okupacyjne. Podjęto też przygotowania do przekształcenia dotychczasowych wiejskich gmin jednostkowych w gminy zbiorowe dzielące się na gromady, co nastąpiło 1 grudnia 1945 roku. W powiecie pszczyńskim powstała gmina Podlesie, w skład której weszły gromady Podlesie i Zarzecze. W 1954 roku przeprowadzono w Polsce kolejną reformę administracyjną znoszącą gminy wiejskie, wydzielając gromady wchodzące w skład powiatów. Od 29 września tego samego roku istniały już tylko gromady wchodzące w skład powiatów. Do powstałego 1 października 1954 roku powiatu tyskiego włączono na mocy uchwały z 5 października 1954 roku gromadę Podlesie, obejmującą sołectwa Podlesie i Zarzecze.
W dniu 29 lutego 1956 roku dokonano wymiany terenów pomiędzy Kostuchną a Podlesiem.
Z dniem 1 stycznia 1973 roku przywrócono w Polsce zlikwidowane w 1954 roku gminy. W ramach tej reformy powołano w powiecie tyskim gminę wiejską Kostuchna, w której skład weszły sołectwa Podlesie i Zarzecze (sama zaś Kostuchna była osobną gminą miejską). Gmina i miasto Kostuchna zostały włączone do Katowic 27 maja 1975 roku.
W 2002 roku wiceprezydentem Katowic została pochodząca z Podlesia Krystyna Siejna.

### Godło napieczętne
Najstarsze pieczęcie Zarzecza, Podlesia i Piotrowic pochodzą z 1723 roku i znane są z Katastru Karolińskiego, zaś kolejne pochodzą z przełomu XVIII i XIX wieku. Godła Piotrowic i Zarzecza zniknęły z użycia wraz z wycofaniem około 1866 roku mocno już zużytych XVIII-wiecznych tłoków, a w 1864 roku dla miejscowości powiatu pszczyńskiego wprowadzono pieczęcie napisowe. Mieszkańcy byli przywiązani do symboli lokalnej wspólnoty, a zmiana przynależności państwowej w 1922 roku nie wpłynęła w istotny sposób na kształt graficzny godła. Kres używania godeł gminnych przyniósł wybuch II wojny światowej – okupacyjne władze niemieckie wycofały polskie tłoki, zastępując je niemieckimi wykonanymi według jedno wzorca.
Godła Podlesia i Zarzecza przekładają nazwy wsi na język obrazu (tzw. „godła mówione”). Godło Podlesia przedstawione na pieczęci używanej w latach 1846–1877 przedstawiało drzewo liściaste, a po obydwu jego stronach znajdowały się dwa opadające liście. Godło to zostało wzbogacone w późniejszych latach o postać myśliwego i warującego obok psa znajdującego się obok rozłożystego drzewa znanego z XVIII-wiecznej pieczęci. Symbol ten jest dalej używany przez Radę Dzielnicy nr 22 Podlesie, a także przez OSP Katowice-Podlesie.

## Gospodarka
Podlesie stanowi dzielnicę głównie mieszkaniową z udziałem usług wraz z pozostałościami działalności rolniczej. W Podlesiu niewielki jest udział gruntów faktycznie użytkowanych rolniczo, a działalność ta istotne znaczenie ma jedynie w południowej części dzielnicy. Lokale handlowo-usługowe koncentrują się zaś w centrum Podlesia. Obejmuje ono obszar dzielnicy w rejonie ulicy Uniczowskiej (od ulicy Armii Krajowej do ulicy Kaskady) oraz M. Trojoka w rejonie skrzyżowań ulic P. Michałowskiego i J. Malczewskiego. Działa tutaj m.in.: optyk, apteki, fryzjer i salony kosmetyczne. W tym rejonie funkcjonuje też dyskont sieci Biedronka. Brak jest tutaj natomiast targowiska czy większego centrum handlowego.
Pod koniec 2013 roku w systemie REGON zarejestrowanych było 638 podmiotów gospodarczych z siedzibą na obszarze Podlesia, co stanowiło 1,4% wszystkich podmiotów na terenie Katowic. Spośród wszystkich podmiotów 614 z nich stanowiły mikrofirmy. Według stanu na dzień 31 grudnia 2013 roku liczba bezrobotnych wynosiła 116 osób, co stanowiło wówczas 2,0% wszystkich mieszkańców dzielnicy.
Historycznie na obszarze całych Katowic do końca XVIII wieku głównym źródłem utrzymania ludności była gospodarka rolna oraz leśnictwo. Tutejsze gleby były niskiej wydajności, dlatego uprawiano głównie zboża nie wymagające dobrej gleby, takie jak żyto, owies czy jęczmień. Wsie w południowej części Katowic, w tym na terenie dzielnicy Podlesie, utrzymywały się znacznym stopniu z gospodarki leśnej. Znajdowały się tu bowiem rozległe lasy, które umożliwiały produkcję węgla drzewnego. Ponadto chłopi w Podlesiu i Zarzeczu zajmowali się wyrębem drzewa, produkcją smoły i dziegciu, a także hodowlą pszczół.
Pod koniec XVIII wieku na terenie współczesnych Katowic nastąpiła w coraz silniejszym stopniu industrializacja związana z powstawianiem kopalń węgla kamiennego, zaś prawdziwy rozwój przemysłu nastąpił od lat 30. XIX wieku, kiedy to dokonano uwłaszczenia chłopów, dzięki czemu mogli się oni swobodnie przemieszczać i zasilić szeregi robotników przemysłowych. W 1840 roku w południowych dzielnicach Katowic odsetek rolników wynosił około 85%, a z tej grupy większość osób miała niewielkie gospodarstwa, dlatego też była zmuszona szukać dodatkowych zajęć.
Podlesie w XIX wieku stało się wsią o wysokiej agrokulturze, a chłopi już w 1883 roku zaczęli stosować tutaj nawozy sztuczne. Mimo rolniczego charakteru Podlesia, rozwój przemysłu na Górnym Śląsku także miał istotny wpływ na rozwój osady. W latach 70. XIX wieku w Podlesiu powstały pierwsze warsztaty obróbki drewna – tzw. drzyzgarnie, zaś rozwój Podlesia od początku XX wieku związany był z pobliską kopalnią węgla kamiennego „Böer” („Boże Dary”).
W Podlesiu od 1947 roku działała Spółdzielnia Inwalidów, mająca swoje sklepy i warsztaty, zaś w 1952 roku powstała tutaj Gminna Spółdzielnia „Samopomoc Chłopska”. Istotna zmiana charakteru Podlesia nastąpiła od czasu transformacji ustrojowej, a dynamiczny proces urbanizacyjny w związku z budownictwem mieszkaniowym zmienił profil funkcjonalny dzielnicy na przełomie XX i XXI wieku z rolniczo-mieszkaniowego na mieszkaniowy z udziałem usług podstawowych.

## Infrastruktura techniczna
Zaopatrzenie terenów Podlesia w bieżącą wodę odbywa się przez zbiorniki sieciowe Mikołów i Murcki. Są one zasilane ze stacji uzdatniania wody w Dziećkowicach, Goczałkowicach-Zdroju i Kobiernicach. Wody te są tłoczone do wspólnego systemu rozrządu Górnośląskiego Przedsiębiorstwa Wodociągów, skąd za pomocą systemu magistral wodociągowych i przyporządkowanej do nich sieci rozdzielczej Katowickich Wodociągów zaopatrywane jest m.in. Podlesie. Wodociągi magistralne ciągną się wzdłuż głównych ulic Podlesia.
Południowe dzielnice Katowic otrzymały podłączenie do sieci wodociągowej najpóźniej, ale jeszcze przed ich włączeniem w granice miasta. Nastąpiło to po II wojnie światowej. W Podlesiu pierwszą sieć wodociągową wybudowała w latach 1960–1965 Kopalnia Węgla Kamiennego „Boże Dary” w ramach usuwania szkód górniczych, gdyż studnie mieszkańców przestały się nadawać do eksploatacji z powodu obniżenia poziomu wód gruntowych. W 1975 roku ówczesny MPWiK Mikołów przekazał katowickiej spółce wodociągowej sieć w Podlesiu, Kostuchnie, Zarzeczu i Murckach.
Eksploatacją sieci kanalizacji sanitarnej i ogólnospławnej w dzielnicy zajmuje się należący do Katowickich Wodociągów Oddział Eksploatacji Sieci Kanalizacyjnej – Południe, zaś kanalizacją deszczową zarządza Miejski Zarząd Ulic i Mostów w Katowicach. Południowe dzielnice Katowic, w tym Podlesie, są podłączone do Oczyszczalni Ścieków Podlesie. Oczyszczalnia ta znajduje się w południowej części dzielnicy, przy ulicy Zaopusta 70. Obsługuje ona dzielnice: Piotrowice-Ochojec, Podlesie, Zarzecze, Kostuchna i Murcki. Eksploratorem obiektu jest spółka Katowickie Wodociągi, zaś właścicielem Katowickie Inwestycje (dawniej Katowicka Infrastruktura Wodociągowo-Kanalizacyjna). Jest to oczyszczalna mechaniczno-biologiczna i w czerwcu 2007 roku miała przepustowość na poziomie 22 tys. m²/d. Była wówczas wykorzystywana w 46%. Odbiornikiem wód opadowych i zrzutowych jest rzeka Mleczna i jej dopływy.
Pierwsza sieć kanalizacyjna w dzielnicy powstała po II wojnie światowej, w 1966 roku. W 1986 roku w Podlesiu ukończono budowę kolektora 1400 mm, a w latach 1989–1992 oddano do użytku oczyszczalnię ścieków obsługujących zlewnię Mlecznej oraz tereny kolonii Boże Dary. W latach 2004–2012 nastąpiło skanalizowanie znacznej części niskiej zabudowy tej części miasta, a w tym czasie dzielnica była skanalizowana za pomocą kanalizacji sanitarnej w 80%, zaś w deszczową w 70%.
Zaopatrzenie dzielnicy w energię elektryczną odbywa się poprzez sieć wysokiego napięcia 110 kV, powiązaną z pobliskimi elektrowniami. Na terenie Podlesia nie ma linii sieci elektroenergetycznej o napięciu większym niż 110 kV. Elektryfikację Podlesia rozpoczęto w 1924 roku. Na koszt gminy doprowadzono linię elektroenergetyczną łączącą Podlesie z elektrownią w Łaziskach Górnych. Sieć tę wybudowała wówczas firma Elektrownia Okręgowa Ligota.
Dzielnica zaopatrywana jest w gaz ziemny wysokometanowy GZ-50. System zaopatrzenia Katowic w gaz nie posiada własnych źródeł zasilania i jest dostarczany z układów o charakterze ogólnopolskim. Źródłem gazu jest m.in. gazociąg Szopienice–Przegędza o średnicy wewnętrznej 350 mm zasilający stacje redukcyjno-pomiarowe dzielnic Kostuchna i Podlesie oraz przy ulicy Tymiankowej.
Podlesie jest poza zasięgiem działania systemów ciepłowniczych miasta Katowice.

## Transport

### Transport drogowy

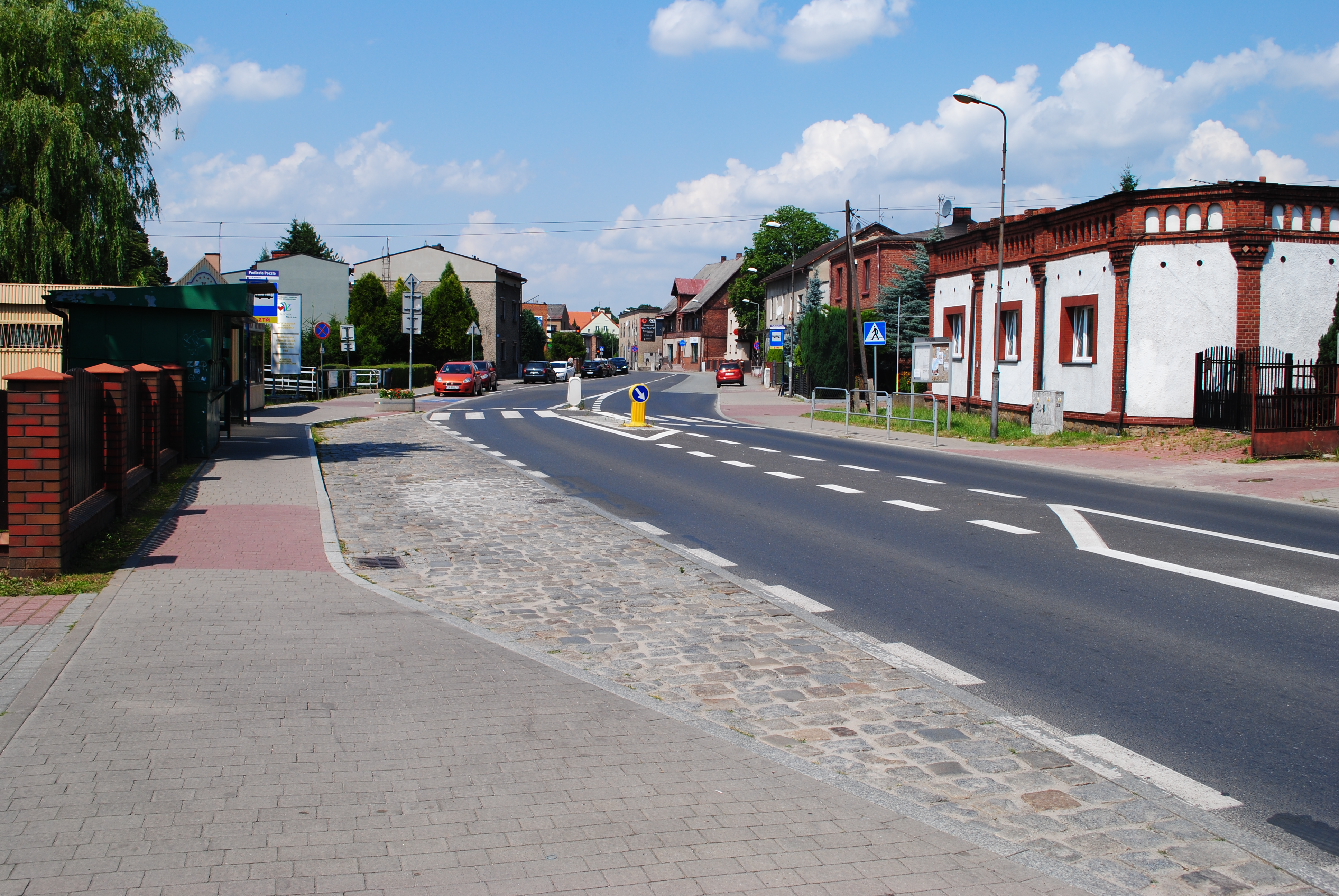
Fragment ulicy Uniczowskiej w centrum Podlesia; widok na zachód

Przez Podlesie nie przebiega żadna droga o klasie drogi krajowej ani wojewódzkiej. Do ważniejszych zaś tras w dzielnicy należą następujące ulice:
- ulica Armii Krajowej – jedna z najdłuższych ulic w południowej części Katowic, łącząca ze sobą dzielnice: Ligota-Panewniki, Piotrowice-Ochojec, Kostuchna i Podlesie; o łącznej długości ok. 5,3 km[150]; w Podlesiu biegnie ona w przybliżeniu równoleżnikowo i w kierunku północnym kieruje się w stronę Kostuchny i dalej do Piotrowic; droga ta na południu, w centrum dzielnicy krzyżuje się z ulicami: Uniczowską, Zaopusta i Saską[3]; jest to droga powiatowa klasy drogi zbiorczej (Z)[151],
- ulica Sołtysia – lokalna ulica w Podlesiu, łącząca Podlesie z kolonią Boże Dary w Kostuchnie; biegnie ona równolegle do Malownika i od strony Podlesia zaczyna się przy skrzyżowaniu z ulicą Armii Krajowej[3]; jest to droga gminna klasy drogi lokalnej (L)[151],
- ulica Uniczowska – jedna z najważniejszych ulic w dzielnicy Podlesie; ma ona około 1,5 km i łączy Podlesie z Zarzeczem[58]; droga ta biegnie przez centrum Podlesia i na południowo-wschodnim krańcu krzyżuje się m.in. z ulicą Armii Krajowej, a w dalszym przebiegu przechodzi pod linią kolejową na granicy Podlesia i Zarzecza[3]: jest to droga powiatowa klasy drogi zbiorczej (Z)[151].

Drogi w Podlesiu stanowią pozostałość po traktach wiejskich i mają one nieregularny przebieg. Część z nich jest dosyć wąska i ma niskie parametry jakościowe (w tym brak utwardzenia).
Podlesie nie ma bezpośredniego połączenia z centrum Katowic. Do centralnych dzielnic miasta prowadzi ulica Armii Krajowej i dalej DK81 (ulica T. Kościuszki) lub ciąg ulic Armii Krajowej – Szarych Szeregów – P. Kołodzieja i dalej DK86. Oddalenie dzielnicy od dużych szlaków komunikacyjnych Katowic powoduje wydłużony dojazdu do ścisłego centrum miasta. W transporcie indywidualnym w 2008 roku do najbardziej obciążonych ruchem dróg Podlesia należały ulice: Armii Krajowej, Uniczowska, K. Stabika i Słonecznikowa, zaś w sieci miejskiego transportu zbiorowego najbardziej obciążona była w tym czasie ulica Armii Krajowej.

### Transport kolejowy

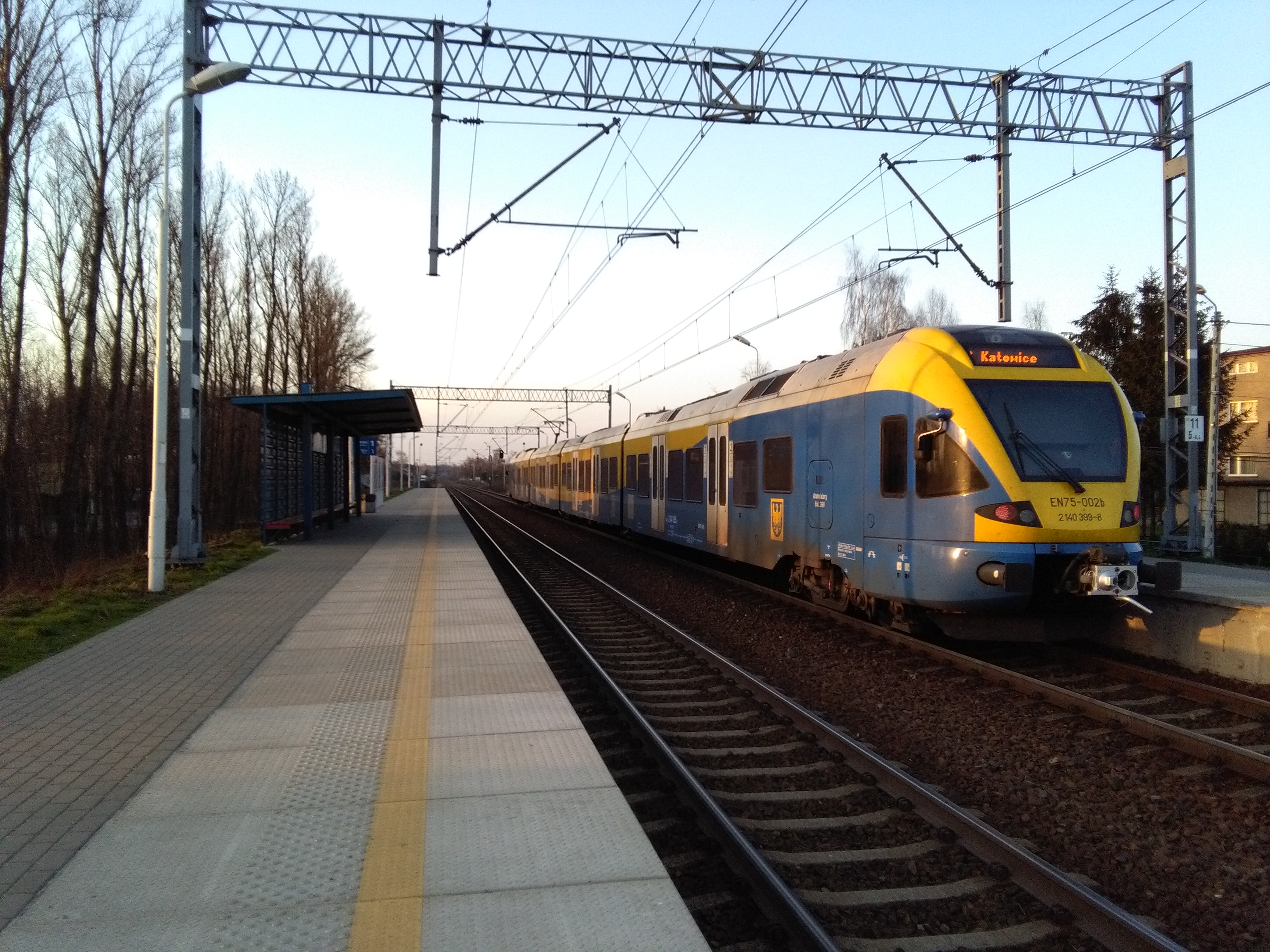
Przystanek osobowy Katowice Podlesie; na peronie pociąg Stadler FLIRT spółki Koleje Śląskie

Przez Podlesie przechodzą następujące linie kolejowe:
- linia kolejowa nr 139 Katowice – Katowice Podlesie – Zwardoń; linia magistralna znaczenia państwowego; zelektryfikowana i dwutorowa, na której prowadzony jest ruch pasażerski i towarowy[155]; przez teren dzielnicy biegnie ona południkowo pomiędzy Rowem Granicznym a Mleczną, stanowiąc na tym odcinku jednocześnie część zachodniej granicy Podlesia i Zarzecza; po przekroczeniu Mlecznej skręca ona na południowy wschód, łącząc się z linią kolejową nr 142[156],
- linia kolejowa nr 142 Katowice Ligota – Katowice Kostuchna – Tychy; linia pierwszorzędna znaczenia lokalnego[155]; jednotorowa i zelektryfikowana, na której odbywa się wyłącznie ruch towarowy; wkracza ona do dzielnicy Podlesie w rejonie Dąbrowy od strony Kostuchny, po czym biegnie na południowy zachód w kierunku Tychów, przecinając rzekę Mleczną, a dalej ulicę Zaopusta[157].

Przy ulicy Uniczowskiej na granicy Podlesia i Zarzecza położony jest przystanek osobowy Katowice Podlesie. Wyposażony jest on w dwa perony jednokrawędziowe i wiaty siedziskowe. Na przystanku tym według rozkładu ważnego w okresie od 11 grudnia 2022 roku do 11 marca 2023 roku zatrzymywały się wyłącznie pociągi spółki Koleje Śląskie. Głównymi kierunkami połączeń w tym czasie były stacje i przystanki: Częstochowa, Dąbrowa Górnicza Ząbkowice, Katowice, Tychy Lodowisko, Zwardoń i Żywiec.

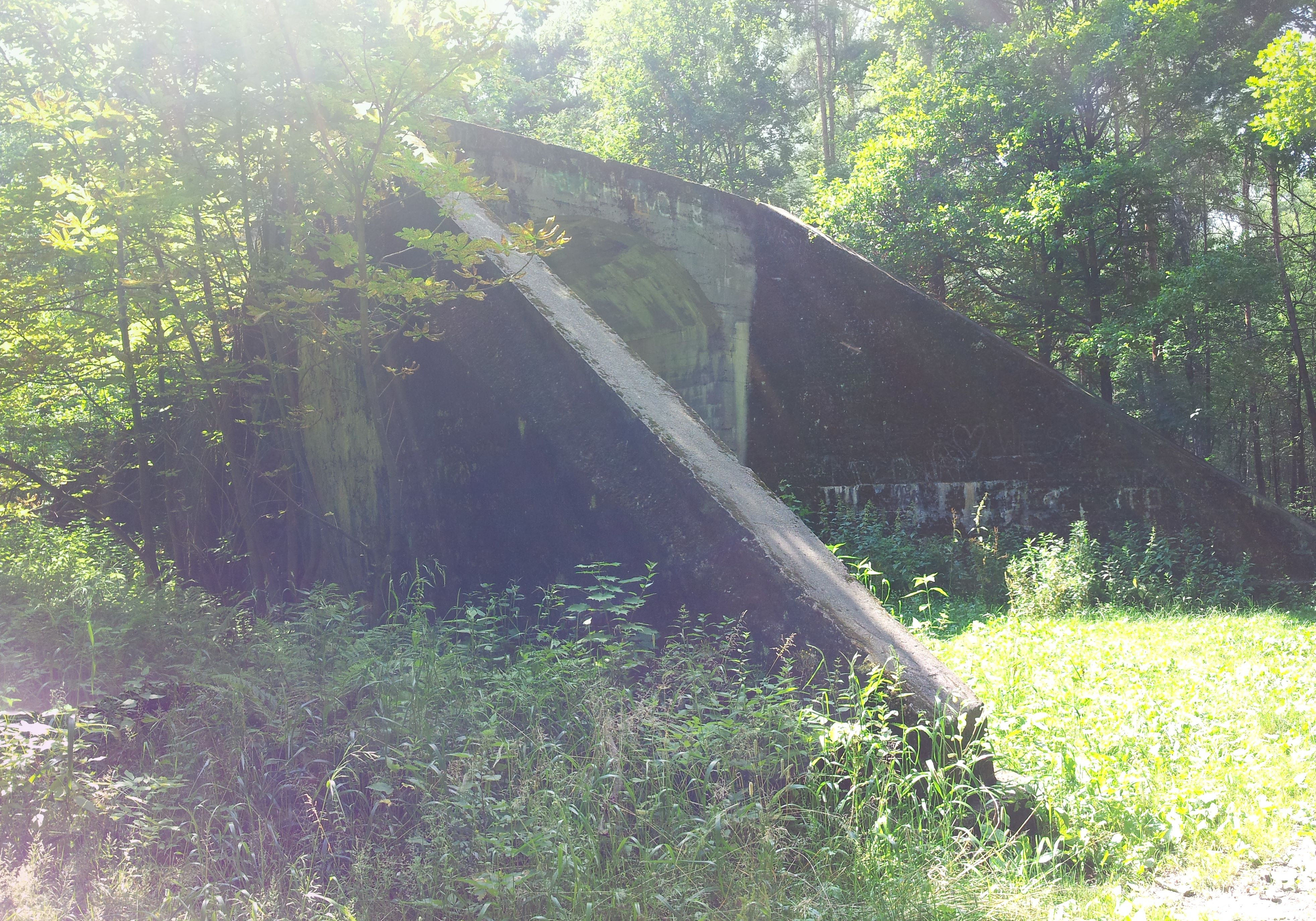
Cygański Most – wiadukt kolejowy na nigdy nieukończonej linii kolejowej, znajdujący się pośrodku lasu Gniotek

Historycznie przez Podlesie została najpierw poprowadzona linia Kolei Prawego Brzegu Odry. Już w 1857 roku książę pszczyński zlecił wytyczenie linii kolejowej z Murcek przez Pszczynę do Dziedzic celem połączenia swych kopalń z siecią kolei austriackich. Całość robót budowlanych została poprowadzona przez inżynierów kolei opolsko-tarnogórskiej, którzy w nowej linii widzieli szanse na całkowitą niezależność prywatnego przedsięwzięcia od Kolei Górnośląskiej. W dniu 13 listopada 1865 roku otrzymano koncesję na budowę całej linii kolejowej z Wrocławia do Dziedzic. Rok później rozpoczęto prace budowlane od strony Wrocławia, a odcinek od Szopienic do Dziedzic został zainaugurowany 24 czerwca 1870 roku. W 2023 roku, przy ulicy Saskiej i Dąbrowa oddano do użytku przystanek kolejowy Katowice Podlesie Dąbrowa.
Druga zaś linia kolejowa, na której znajduje się przystanek Katowice Podlesie, powstała w ramach rozbudowy sieci kolejowej na terenie ówczesnych Prus. W dniu 2 listopada 1912 roku oddano do użytku trasę kolejową Ligota – Podlesie – Tychy, a linia ta znacznie skróciła drogę z Katowic w kierunku Pszczyny. Jeszcze w tym samym roku w Podlesiu uruchomiono bocznicę towarową ze względu na rozwijający się wówczas w okolicy przemysł drzewny oraz umożliwienie dostaw dla przemysłu ciężkiego. Przystanek Podlesie (późniejsze Katowice Podlesie) otwarto dopiero w 1927 roku. W czasie II wojny światowej w celach militarnych powstał drugi tor na trasie kolejowej Katowice Ligota – Tychy, a wycofujące się wojska niemieckie w 1945 roku zniszczyły budynek dworcowy na przystanku Podlesie. W dniu 4 marca 1961 roku zelektryfikowano linię kolejową Katowice Ligota – Tychy.
W 1918 roku książę pszczyński zarządził o budowie nowej kopalni w Gniotku. Po rozpoznaniu złoża rozpoczęto inwestycje przygotowawcze, a także m.in. wybudowano dwa betonowe mosty kolejowe w lesie Gniotek, z czego jeden z nich nazwano później „Cygańskim Mostem”.

### Transport rowerowy
Sieć infrastruktury rowerowej na terenie Podlesia jest rozwinięta w ograniczonym stopniu. Wydzielone trasy dla rowerów ciągną się wzdłuż ulic: Armii Krajowej (obustronna droga dla rowerów z nawierzchni asfaltowej, częściowo jako ciąg pieszo-rowerowy), Zaopusta (w rejonie mostu nad Mleczną; droga dla rowerów oraz chodniki z dopuszczalnym ruchem rowerów), Uniczowskiej (odcinek pomiędzy skrzyżowaniem z ulicą M. Trojoka a ulicą Hortensji; chodnik z dopuszczonym ruchem rowerowym o nawierzchni asfaltowej po północnej stronie ulicy) i Kryształowej (chodnik z dopuszczonym ruchem rowerowym o nawierzchni asfaltowej po zachodniej stronie ulicy).
W ramach projektu „Rowerem po Śląsku” wydzielono na terenie miasta szlaki rowerowe, z czego na obszarze dzielnicy Podlesie przecinają się następujące z nich:
- nr 1 Śródmieście (pomnik Powstańców Śląskich) – Osiedle Paderewskiego-Muchowiec – Piotrowice-Ochojec – Kostuchna – Podlesie (lasy w Podlesiu – ul. Saska – ul. Zaopusta – rejon Oczyszczalni Ścieków Podlesie) – granica z Tychami[168].

W Podlesiu funkcjonuje również część sieci wypożyczalni rowerów miejskich – Metrorower, który zastąpił City by bike. W marcu 2024 roku znajdowały się tutaj trzy stacje: 27080 (ul. Uniczowska), 27172 (ul. Zaopusta) i 27360 (ul. Sołtysia).

### Miejski transport zbiorowy
Organizatorem miejskiego transportu zbiorowego na terenie Podlesia jest Zarząd Transportu Metropolitalnego (ZTM), który przejął obowiązki od poprzednich organizatorów 1 stycznia 2019 roku. Transport zbiorowy w granicach dzielnicy realizowany jest wyłącznie formie połączeń autobusowych, których głównym operatorem jest PKM Katowice.
Na terenie dzielnicy Podlesie, według stanu z początku 2025 roku, znajduje się 16 przystanków: Podlesie Cmentarz, Podlesie Dworzec PKP, Podlesie Kaczeńców, Podlesie Karasiowa, Podlesie Kościół, Podlesie Kwiatów Polskich, Podlesie Mleczna [nż], Podlesie Niezapominajek [nż], Podlesie Oczyszczalnia, Podlesie Piwonii, Podlesie Poczta, Podlesie Pomorskiego, Podlesie Saska, Podlesie Strzelnica, Podlesie Tarninowa [nż] i Podlesie Uniczowska. Na przystanku Podlesie Uniczowska w tym czasie zatrzymywały się autobusy 6 linii (w tym jednej nocnej). Łączyły one wówczas tę część dzielnicy z sąsiednimi dzielnicami, a także z katowickim Śródmieściem, Ligotą-Panewnikami, Brynowem, Giszowcem, Janowem-Nikiszowcem, Szopienicami-Burowcem oraz sąsiednim Mikołowem.

## Architektura i urbanistyka

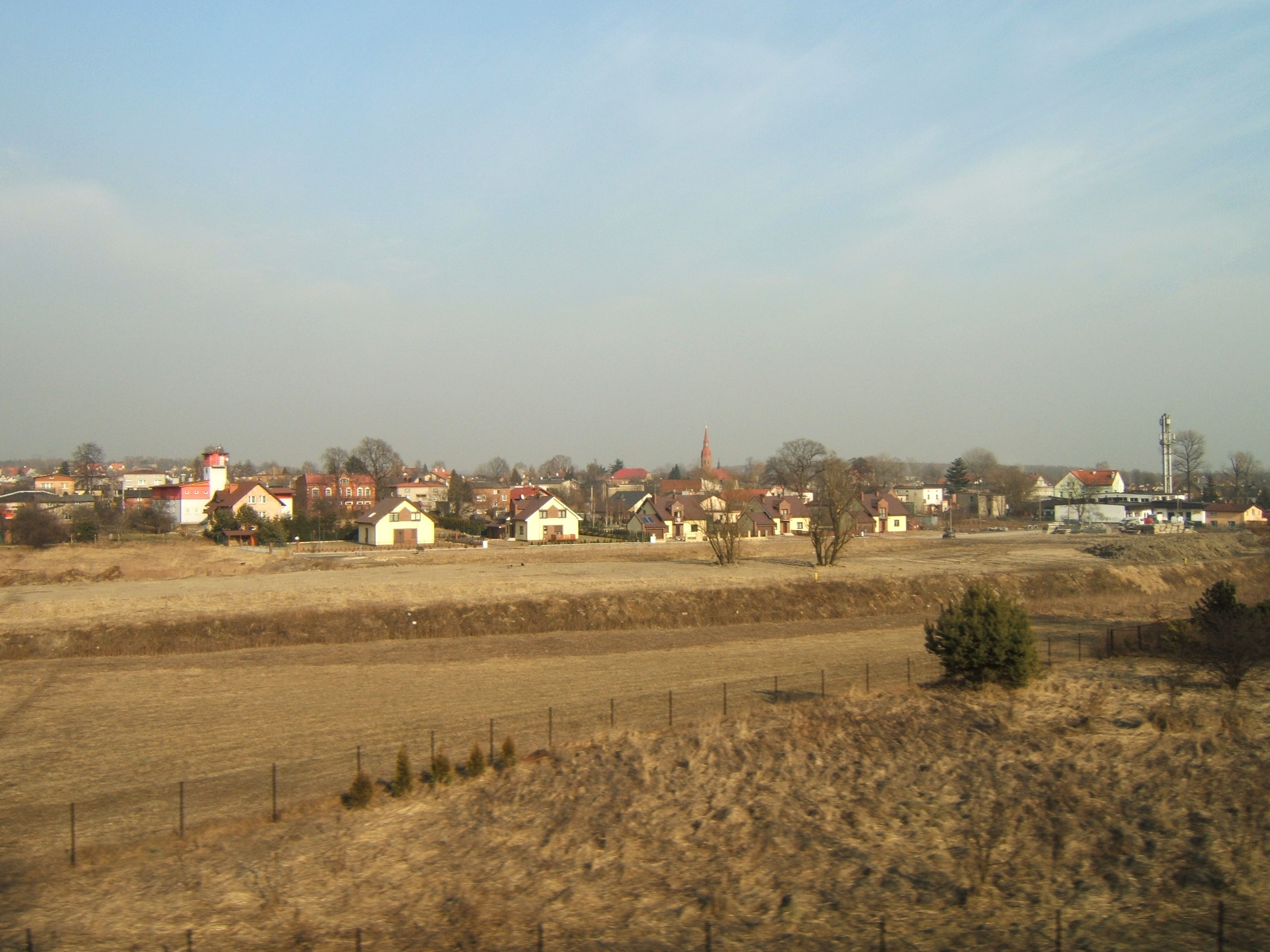
Widok na centrum Podlesia od strony południowo-zachodniej

Podlesie jako dzielnica o funkcji mieszkaniowej zabudowana jest głównie domami jednorodzinnymi, wolnostojącymi, szeregowymi i bliźniaczymi, z czego zabudowa centrum Podlesia w rejonie ulicy Uniczowskiej pochodzi głównie z pierwszego ćwierćwiecza XX wieku.
Ostateczny układ urbanistyczny Podlesia wykształcił się prawdopodobnie w drugiej połowie XVIII wieku, gdy osada ta uformowała się jako ulicówka. Obecna ulica Uniczowska była główną drogą we wsi, zaś boczne ścieżki od głównej drogi (dzisiejsze ulice Saska i Zaopusta) biegły do młyna nad Mleczną. W tym czasie układ morfologiczny Podlesia charakteryzował się obecnością zwartej zabudowy wiejskiej. Wokół wsi były pola uprawne, zaś pozostała część była zalesiona. Na rzekach zaś znajdowały się liczne stawy (tzw. „rybniki”).
W XVIII wieku na terenie współczesnych Katowic dominowała zabudowa drewniana w formie zrębowych chat i budynków gospodarczych. Drewniana zabudowa zaczęła ustępować murowanej przede wszystkim od połowy XIX wieku, po wprowadzeniu w życie administracyjnego zakazu budowy z drewna celem lepszej ochrony przeciwpożarowej. Murowano tutaj przede wszystkim z cegły, zaś w rejonie Piotrowic i Podlesia używano do budowy także kamienia wapiennego jako budulca uzupełniającego. Podlesie po pożarze z 1806 roku stało się pierwszą i jedyną wówczas murowaną wsią w powiecie pszczyńskim. Domy na wiejskich terenach Ochojca, Piotrowic, Podlesia, Kostuchny i Zarzecza na początku XX wieku i w latach międzywojennych dysponowały skromną liczbą pomieszczeń – najczęściej posiadały sień, kuchnię i izbę (czasem dwie).

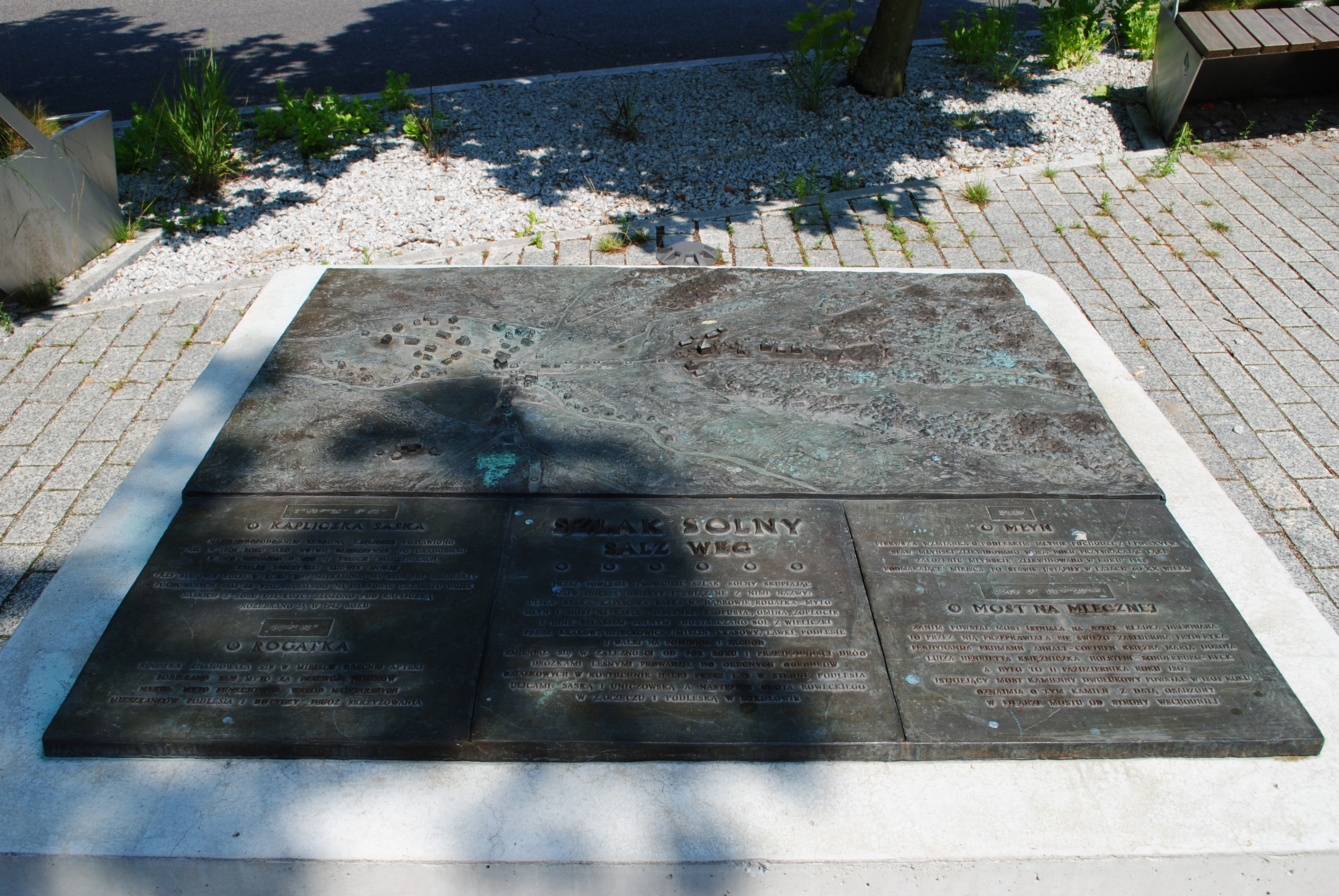
Tablica na skwerze B. Holeckiego opisująca m.in. dawniej stojącą w jej miejscu kapliczkę wybudowaną przed 1808 rokiem

Przed 1808 rokiem w Dąbrowie przy obecnej ulicy Saskiej wzniesiono kapliczkę jako wotum przebłagalne po burzy gradowej, która przeszła przez Podlesie w 1800 roku. Budynek ten powstał na planie kwadratu i został pokryty gontem, a ściany miał pobielone. Kapliczka ta została rozebrana w 1942 roku z nakazu administracji niemieckiej.
W Podlesiu w pierwszej połowie XIX wieku przy obecnej ulicy Armii Krajowej, zwanej wówczas Chaussee nach Petrowitz (niem. „droga do Piotrowic”) mieściło się zaledwie kilka obiektów. Od drugiej połowy XIX wieku nowa zabudowa zaczęła powstawać wzdłuż obecnej ulicy AK pomiędzy Piotrowicami, Kostuchną i Podlesiem. Budowano wówczas niewielkie domy mieszkalne dla robotników kopalń i hut oraz nowe murowane domy chłopskie. Mapa z 1860 roku ukazuje bardzo gęstą zabudowę wzdłuż głównej podleskiej drogi po obydwu jej stronach, na odcinku od ulicy Zaopusta do ulicy Kaskady. W 1858 roku we wsi znajdowało się 88 domów mieszkalnych, w 1868 roku było ich 89, a w 1885 roku 130.
Do najstarszych budynków w Podlesiu, powstałych przed XX wiekiem, należą pojedyncze obiekty w różnych częściach dzielnicy, m.in. położone przy ulicy Uniczowskiej 7 i 45, ul. M. Trojoka 21 i 27, ul. J.P. Norblina 3 i 12, ul. Chabrowej 8, ul. Saskiej 43 i ul. Zaopusta 27. Zabudowa z lat 1900–1922 koncentruje się głównie w centrum Podlesia (rejon ulic Uniczowskiej i Trojoka), a także w innych miejscach dzielnicy.

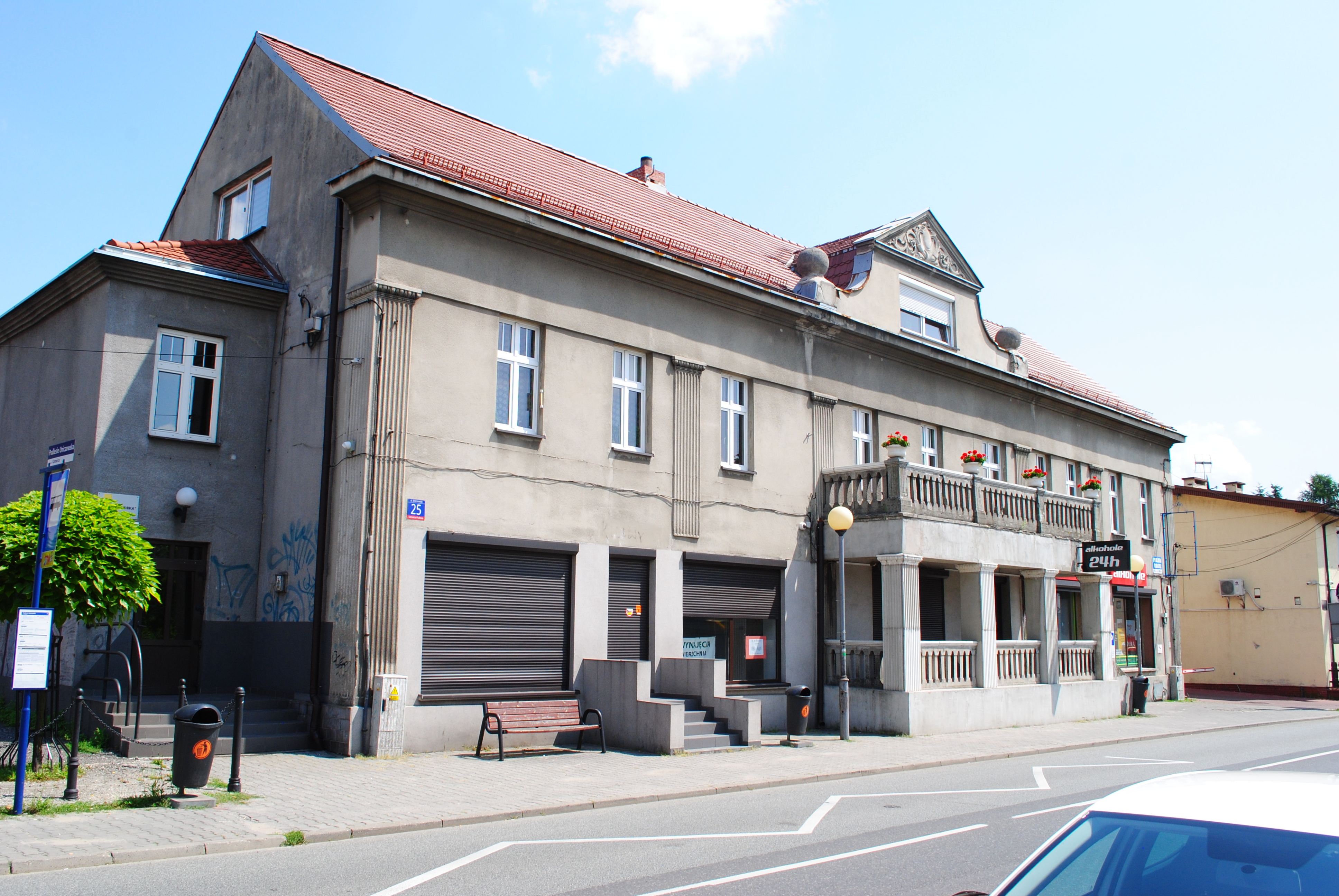
Gmach domu towarowego przy ulicy Uniczowskiej 25 z 1926 roku

W 1912 roku powstał gmach Urzędu Gminy Podlesie przy obecnej ulicy Uniczowskiej 36, zaś w latach 1920–1921 trwała budowa kościoła pw. Matki Bożej Częstochowskiej.
W latach 1922–1945 następowała ekspansja osadnictwa wiejskiego poza istniejące wówczas wsie w obecnej południowej części Katowic. Powstawała zwarta zabudowa pomiędzy Kostuchną a Podlesiem w rejonie ulic Armii Krajowej i Sołtysiej, a stopniowo wkraczała także zabudowa rozproszona pomiędzy Piotrowicami, Zarzeczem, Podlesiem a Kostuchną.
W 1926 roku oddano do użytku położony naprzeciwko podleskiego ratusza gmach domu towarowego przy ulicy Uniczowskiej 25. Jest on obiektem dwukondygnacyjnym z poddaszem użytkowym i został wzniesiony w stylu modernistycznym, zaś nad wejściem głównym ulokowano na nim taras. Pierwotnie służył on jako duży dom handlowo-usługowy, a obecnie mieszczą się w nim lokale usługowe.
W latach 1945–1989, a także w późniejszym okresie następowała dalsza ekspansja osadnictwa pomiędzy Kostuchną, Podlesiem a Zarzeczem. Trwały również procesy zagęszczenia zabudowy tych trzech dzielnic.

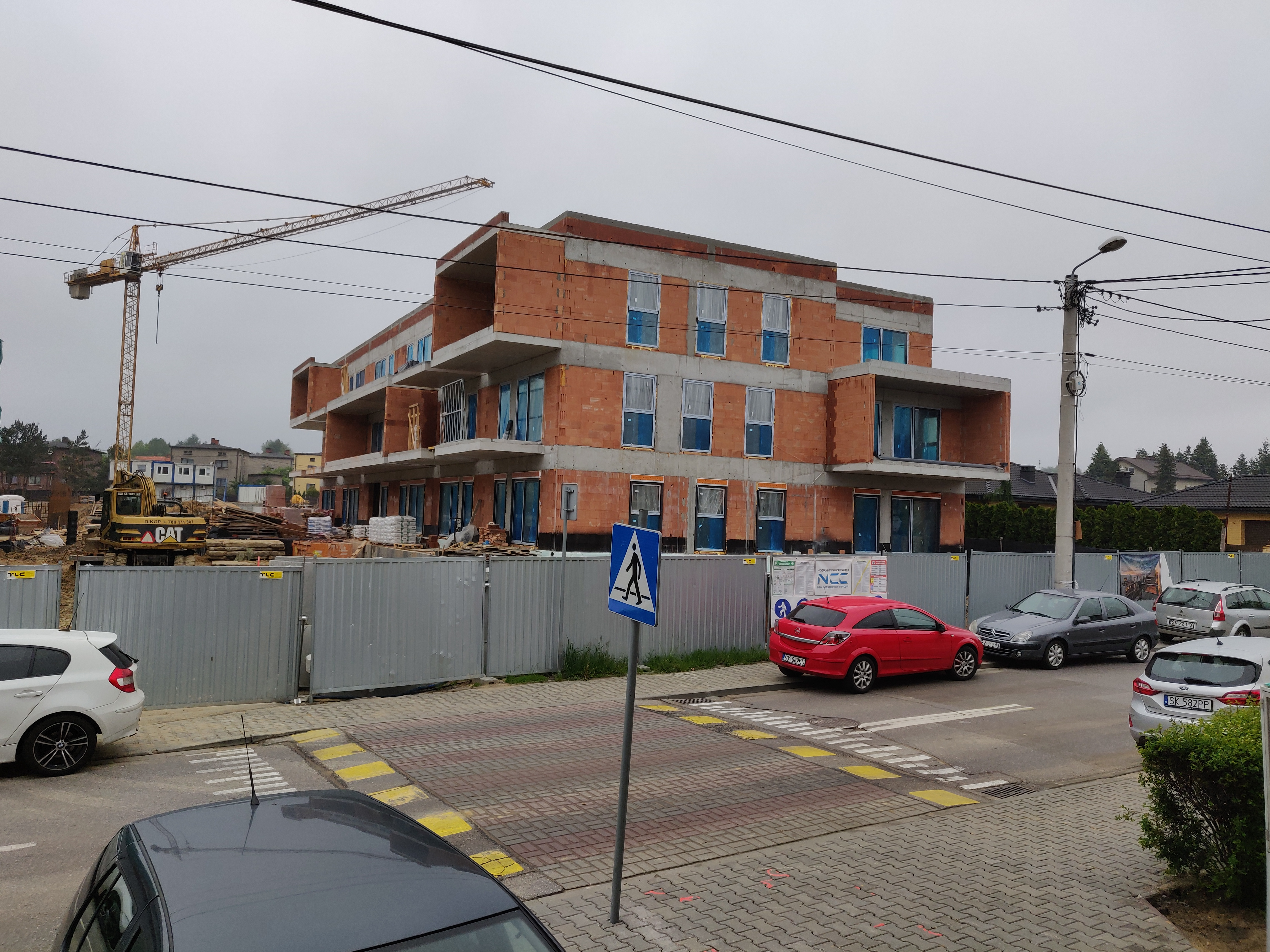
Budowa osiedla Malownik przy ulicy Sołtysiej (2019)

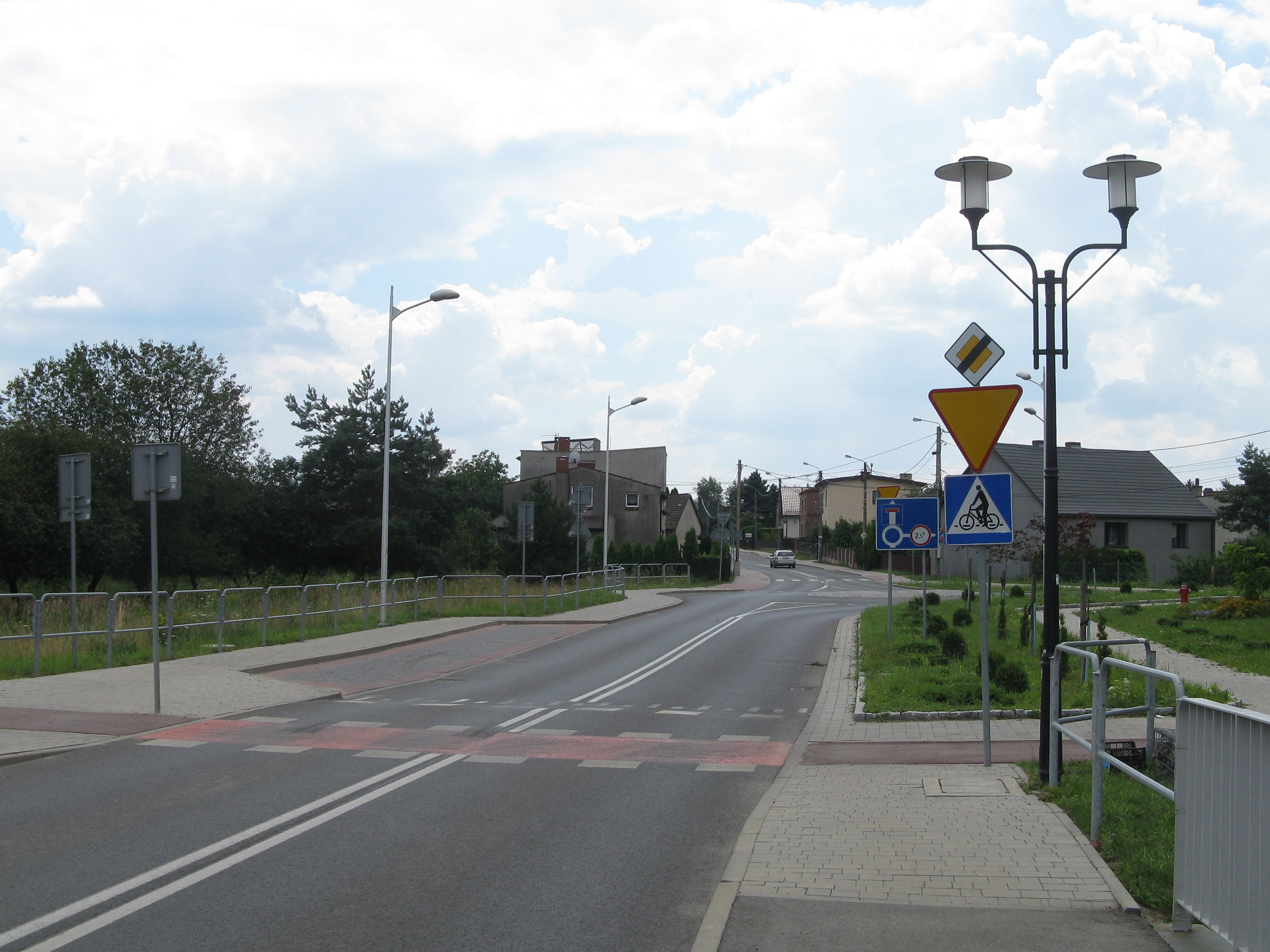
Ulica Zaopusta przed dawnym przysiółkiem Zaopusta

Po 1989 roku w architekturze i urbanistyce wszystkich południowych dzielnic Katowic zaznacza się trend budowy nowej zabudowy mieszkaniowej, głównie domów jednorodzinnych i szeregowych oraz osiedli mieszanych. Powstaje tutaj najwięcej deweloperskich osiedli mieszkaniowych w Katowicach. Nowa zabudowa harmonizuje z dotychczasową zabudową dzielnicy zwłaszcza pod względem wysokości zabudowy. Wraz z rozwojem osadnictwa w południowych dzielnicach Katowic widoczny jest także niedorozwój dróg w stosunku do rozwijającego się tutaj budownictwa mieszkaniowego. Dodatkowo lokalizacja wielu osiedli na południu, na niezagospodarowanych dotychczas terenach, wymusza stawianie obiektów usługowo-handlowych, kulturalnych i rozrywkowych.
W latach 1989–2011 w granicach dzielnicy Podlesie powstały m.in. następujące inwestycje mieszkaniowe:
- ul. Bukszpanowa i K. Stabika (na granicy Podlesia i Kostuchny) – zespół 12 domów jednorodzinnych w zabudowie bliźniaczej, 4 domów bliźniaczych i 10 domów czterorodzinnych; inwestor: Dombud[183],
- Dolina Nagietek (ul. Nagietek) – osiedle zamknięte, składające się z 18 wolnostojących domów jednorodzinnych; inwestor: Jamar[184],
- ul. Pomorskiego i Rolnicza – zespół 15 i 18 domów jednorodzinnych; inwestor: PRB Jacol[184],
- Domy we Wrzosach (ul. Rolnicza) – zespół 4 domów bliźniaczych i 1 dom wolnostojący[184],
- ul. Zaopusta – osiedle zamknięte, składające się z 34 domów jednorodzinnych szeregowych; inwestor: Muwen[184],
- Osiedle Konwaliowe (ul. Konwalii) – zespół 10 domów jednorodzinnych; inwestor: Olimp developer[184],
- Konwaliowa Dolina (ul. Sołtysia i Armii Krajowej) – bliźniacze domy jednorodzinne i budynek dziesięciorodzinny; inwestor: Olimp developer[185].

Znaczne dogęszczenie zabudowy na przełomie XX i XX wieku nastąpiło m.in. w rejonie ulic: Armii Krajowej, Okrąglicy, Sołtysiej, Strzelnicy, J. Malczewskiego, Mieczyków, Storczyków, P. Norblina i Saskiej. Proces ten nastąpił także w Zaopuście, w rejonie ulic: Zaopusta, Niezapominajek i Rolniczej, a także w Kopaninach w rejonie ulic: Kaskady, Nagietek, R. Pomorskiego, Sumów i Piwonii.

### Kolonie
- Dąbrowa – dawny przysiółek Podlesia, położony w rejonie ulicy Saskiej, przy linii kolejowej nr 142; składa się z jednolitej zabudowy jednorodzinnej[50],
- Kopaniny – dawny przysiółek Podlesia, położony w rejonie ulic R. Pomorskiego i Rolniczej[55],
- Zaopusta – dawny przysiółek Podlesia, położony w rejonie ulic Zaopusta, Niezapominajek, A. Świdra i Mlecznej; w południowej części osady znajduje się zabudowa nielicznych gospodarstw rolnych[49].

### Zabytki i obiekty historyczne

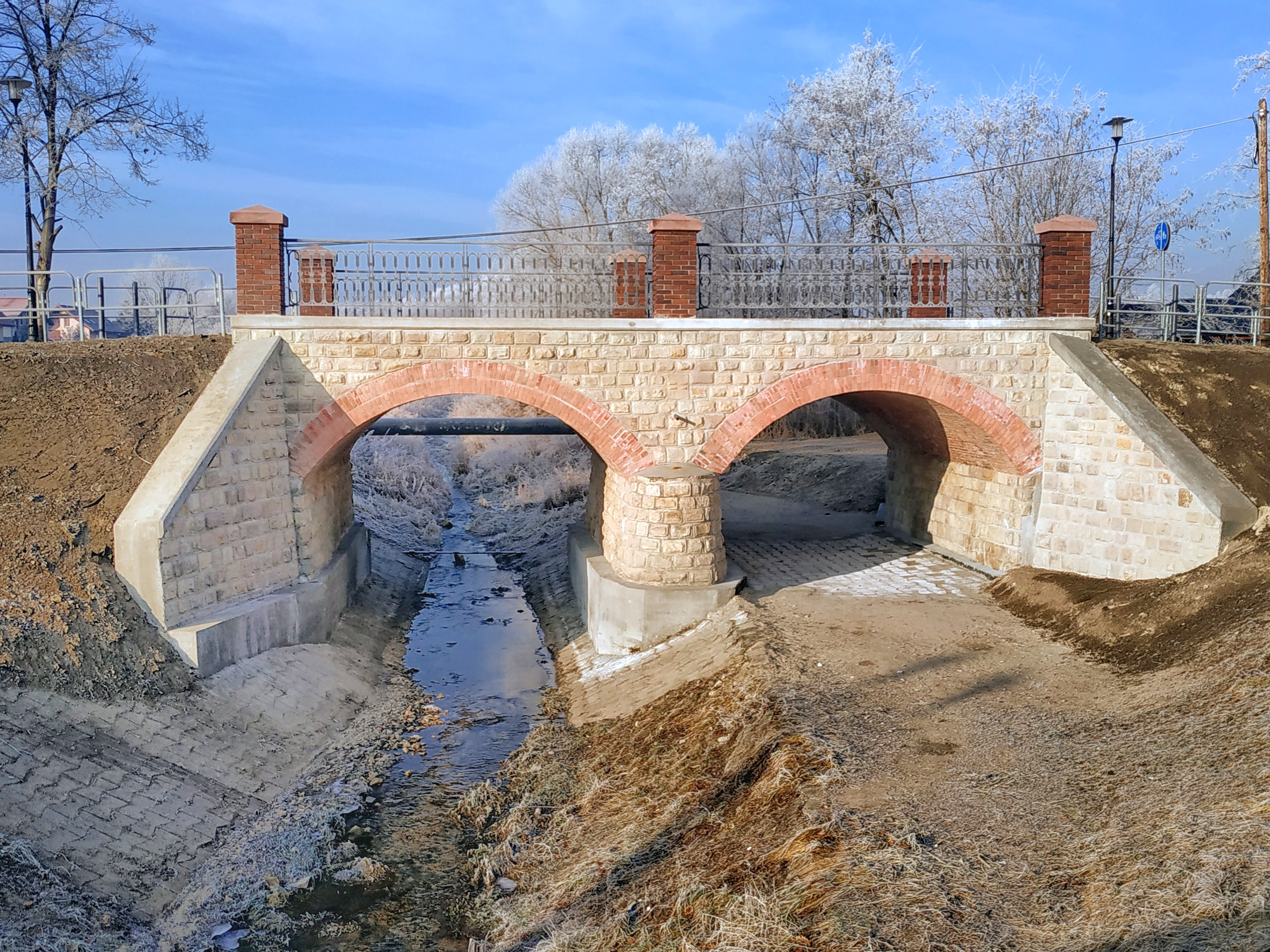
Zabytkowy most nad Mleczną (widok od strony zachodniej)

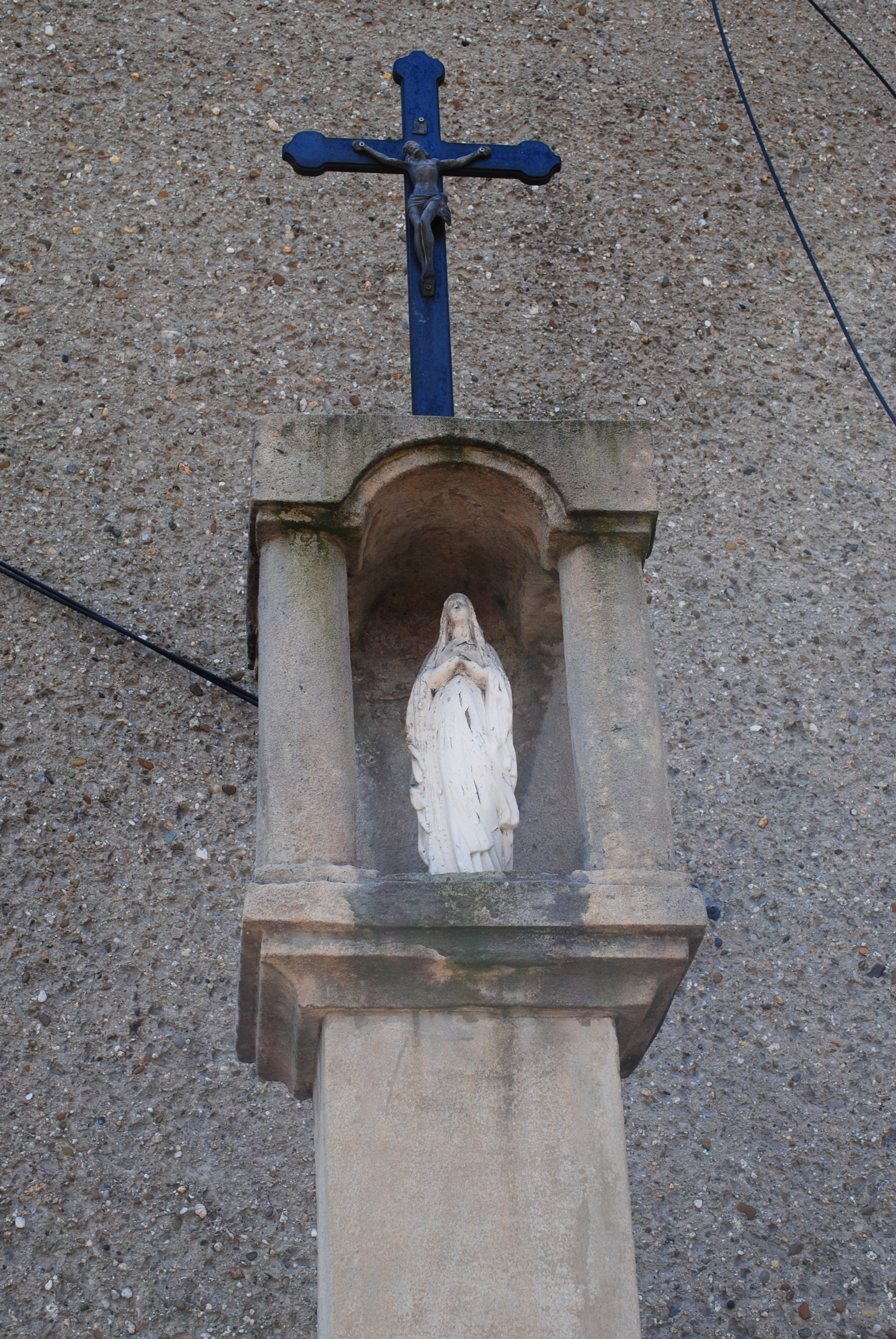
Figura przydrożna znajdująca się przy ulicy Uniczowskiej

Jedynym obiektem wpisanym do rejestru zabytków nieruchomych znajdującym się na terenie Podlesia jest kamienny most nad rzeką Mleczną z końca XIX wieku, znajdujący się przy ulicy Zaopusta. Jest to najstarszy czynny most na terenie województwa śląskiego, na którym do lat 90. XX wieku odbywał się także ruch kołowy. Ma on dwa przęsła i łukową konstrukcję. Został wpisany do rejestru zabytków 20 lutego 1984 roku pod numerem A/1321/84 (obecnie w rejestrze zabytków województwa śląskiego pod numerem A/1321/23).
Na obszarze Podlesia znajdują się następujące obiekty objęte ochroną na podstawie ustaleń miejscowych planów zagospodarowania przestrzennego:
- budynek kolejowy (ul. Saska 43)[190],
- budynek plebanii (ul. P. Michałowskiego 9) z lat 1920–1921[190],
- budynek szkoły (ul. M. Trojoka 11) z 1905 roku[190],
- dawny pawilon handlowy (ul. Uniczowska 1) powstały po 1900 roku[190],
- domy (ul. P. Michałowskiego 12 i 36; ul. R. Pomorskiego 8; ul. Armii Krajowej 390, 392 i 394; ul. M. Trojoka 4, 5 i 9; ul. Kaskady 15 i 39; ul. Zaopusta 16 i 21; ul. Uniczowska 11, 25, 26, 48, 54 i 70; ul. Niezapominajek 1, 6, 7, 9 i 12; ul. Saska 2 i 5; ul. Sołtysia 51 i 61; ul. Mleczna 9; ul. Dąbrowa 19; ul. Słonecznikowa 65; ul. K. Stabika 89; ul. Podleśna 9)[190],
- figury przydrożne (ul. Uniczowska 26 i 42; ul. Kaskady 46)[190],
- hale fabryczne (ul. Armii Krajowej 496; ul. Uniczowska 13)[190],
- kaplica i fragment ogrodzenia cmentarza (ul. P. Michałowskiego) z 1925 roku[190],
- kościół Matki Bożej Częstochowskiej (ul. P. Michałowskiego) z lat 1920–1921[190],
- krzyż przydrożny (ul. Uniczowska / ul. Saska) z około 1930 roku[190].

Na terenie Podlesia występują następujące strefy ochrony konserwatorskiej bądź obszary postulowane do ochrony:
- historyczne centrum wsi ze szkołą i kościołem – zabudowa z XIX i XX wieku[191],
- cmentarz z kaplicą – układ i zieleń nekropolii[191].

### Pomniki i tablice pamiątkowe
W Podlesiu znajdują się następujące miejsca pamięci i pomniki:
- grób zbiorowy wojenny 37 Polaków rozstrzelonych przez Niemców w lesie w Zarzeczu 17 września 1939 roku oraz grób zbiorowy wojenny 13 mieszkańców byłej gminy Podlesie zamordowanych w czasie okupacji w różnych obozach koncentracyjnych (cmentarz parafialny przy ul. P. Michałowskiego)[192],
- tablica pamiątkowa obchodów 750-lecia Podlesia Śląskiego z 1988 roku oraz tablica poświęcona Robertowi Jarczykowi (obie na fasadzie dawnego ratusza gminy Podlesie przy ul. Uniczowskiej 36)[180],
- wotum wdzięczności za odzyskaną wolność wraz z tablicą upamiętniającą 85. rocznicę wzniesienia kościoła Matki Bożej Częstochowskiej (ul. P. Michałowskiego)[193].

### Zagospodarowanie przestrzenne
W Podlesiu duży udział stanowią tereny zabudowy mieszkaniowej, które stanowią ponad 100 ha powierzchni dzielnicy. Podlesie jest także jedną z dwóch południowych dzielnic Katowic (wraz z Zarzeczem), w których tereny rolne zajmują ponad 100 ha powierzchni. Stosunkowo niewielki jest tutaj udział terenów komunikacji (głównie dróg).
Udział powierzchni zabudowanej w powierzchni terenów dzielnicy Podlesie w 2007 roku wynosił 14% (najmniejszy odsetek spośród wszystkich dzielnic Katowic), wskaźnik intensywności zabudowy netto sięgał poziomu 0,23, zaś średnia liczba kondygnacji wynosiła wówczas 1,64.
W Studium uwarunkowań i kierunków zagospodarowania przestrzennego miasta Katowice miasto podzielono na jednostki urbanistyczne, w tym jednostkę Podlesie obejmującą obszar całej dzielnicy. Powierzchnia jednostki wynosi 897,27 ha i pod względem stanu faktycznego struktury użytkowania terenu w 2008 roku przeważały tereny zabudowy mieszkaniowej jednorodzinnej (187,55 ha), wolnych terenów budowlanych (156,01 ha), terenów rolnych (106,93 ha), terenów zieleni nieurządzonej (109,07 ha) i lasów (246,06 ha). Najmniej było zaś terenów zabudowy mieszkaniowej wielorodzinnej (0,60 ha), terenów usług (4,55 ha), terenów zieleni urządzonej (4,18 ha) i nieużytków (1,98 ha).
W lipcu 2009 roku 32,08% powierzchni jednostki urbanistycznej Podlesie było objęte miejscowymi planami zagospodarowania przestrzennego.

## Oświata

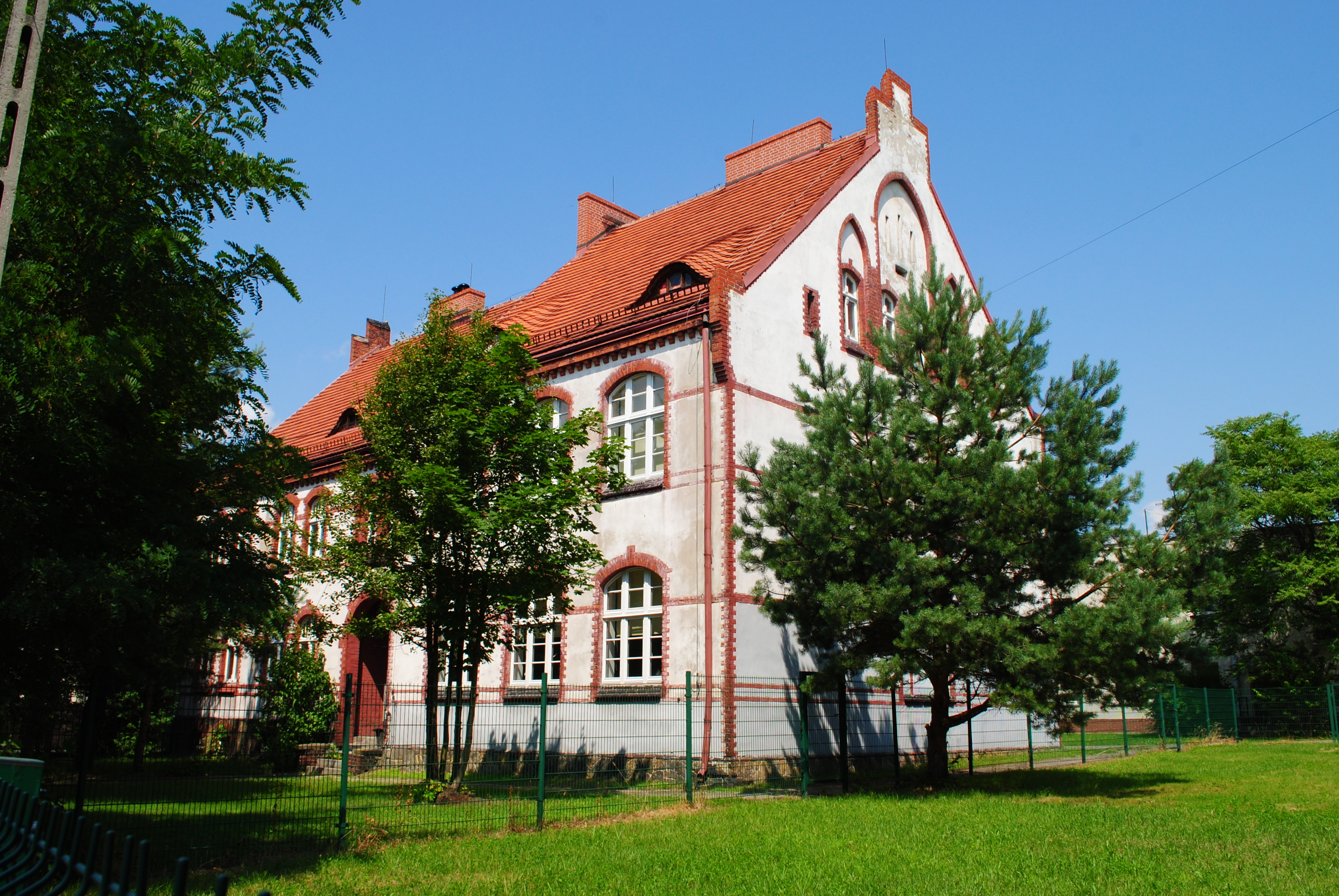
Szkoła Podstawowa Nr 21 z Oddziałami Integracyjnymi im. Karola Miarki w Katowicach – stary budynek

Według stanu z końca 2022 roku na terenie Podlesia znajdują się następujące placówki oświatowo-wychowawcze:
- Żłobek „Tęczowa Akademia Brzdąca” (ul. Uniczowska 28)[200],
- Miejskie Przedszkole nr 71 w Katowicach (ul. P. Michałowskiego 3)[201],
- Szkoła Podstawowa Nr 21 z Oddziałami Integracyjnymi im. Karola Miarki w Katowicach (ul. J. Malczewskiego 1)[202],
- Szkoła Podstawowa „EduHub” (ul. Mieczyków 14)[203].

Historyczne początki działalności edukacyjnej w Podlesiu sięgają XVIII wieku. Wówczas to w wyniku reformy szkolnej z 1765 roku do szkoły w Mikołowie przydzielono m.in. wsie Piotrowice, Zarzecze i Podlesie. Bezpośrednio przed wybudowaniem podleskiej szkoły dzieci z Podlesia i Zarzecza uczęszczały do szkoły w Piotrowicach lub Mikołowie. Pierwszy budynek szkoły w Podlesiu otwarto w 1826 roku. Do tego momentu nauczanie odbywało się od dwóch lat, ale w warunkach domowych, zaś nowy budynek otwarto dzięki pomocy finansowej rządu pruskiego i księcia pszczyńskiego. Pierwszym nominowanym nauczycielem podleskiej szkoły został Kajetan Jarosz. W 1872 roku z uwagi na wzrost liczby mieszkańców wsi wybudowano drugi czteroklasowy budynek szkoły. Kilka lat później dobudowano także mieszkania dla nauczycieli. W 1905 roku w Podlesiu otwarto nowy, murowany budynek szkolny.

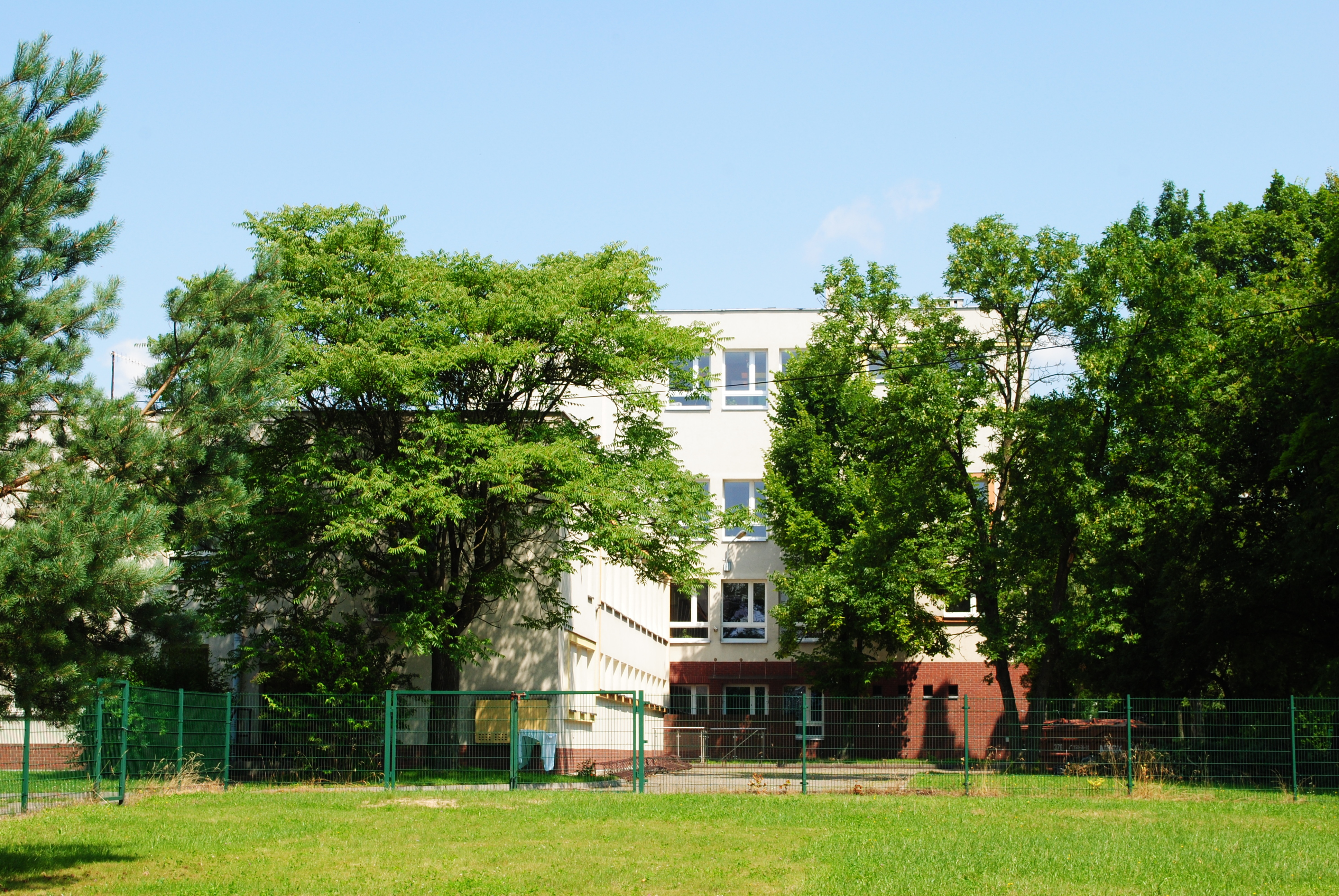
Szkoła Podstawowa Nr 21 z Oddziałami Integracyjnymi im. Karola Miarki w Katowicach – nowy budynek

Polska szkoła w Podlesiu została zainaugurowana 5 września 1922 roku, a pierwszym kierownikiem placówki został Marcin Trojok, który był także zasłużonym działaczem oświatowym. W Podlesiu działała w tym czasie także ochronka kierowana przez pochodzącą z Podlesia Monikę Błazanek. Dnia 1 lipca 1935 roku w Podlesiu otwarto nowe przedszkole dla 120 dzieci prowadzone przez Zofię Kadułczkówną.
W czasie II wojny światowej, po dokonaniu reorganizacji szkolnictwa, w lutym 1940 roku rozpoczęto nauczanie uczniów w języku niemieckim. Po zakończeniu działań wojennych w Podlesiu rok szkolny rozpoczęto 19 marca 1945 roku mszą świętą dla dzieci z Podlesia i Zarzecza. Kierownikiem podleskiej szkoły został ponownie Marcin Trojok, a naukę rozpoczęło w niej 480 uczniów. 25 września 1959 roku w Podlesiu położono kamień węgielny i wmurowano akt erekcyjny pod budowę nowego budynku szkoły. Jego otwarcie nastąpiło 10 września 1962 roku w Podlesiu – była to jedna z tzw. „tysiąclatek”. Od 1961 roku w Szkole Podstawowej w Podlesiu pracował Bolesław Holecki – wieloletni nauczyciel i wicedyrektor podleskiej szkoły, popularyzator i działacz szachowy oraz mistrz pszczelarski.
Uczniowie Szkoły Podstawowej Nr 21 z Oddziałami Integracyjnymi im. Karola Miarki w Katowicach uczą się w dwóch budynkach: w tzw. „starej szkole” z 1905 roku oraz w nowym budynku z 1962 roku, rozbudowanym w 2013 roku. Szkoła wyposażona jest w boiska do piłki nożnej, siatkówki, koszykówki, pracownie komputerowe, bibliotekę, pracownię językową, świetlicę i stołówkę.

## Bezpieczeństwo publiczne i socjalne

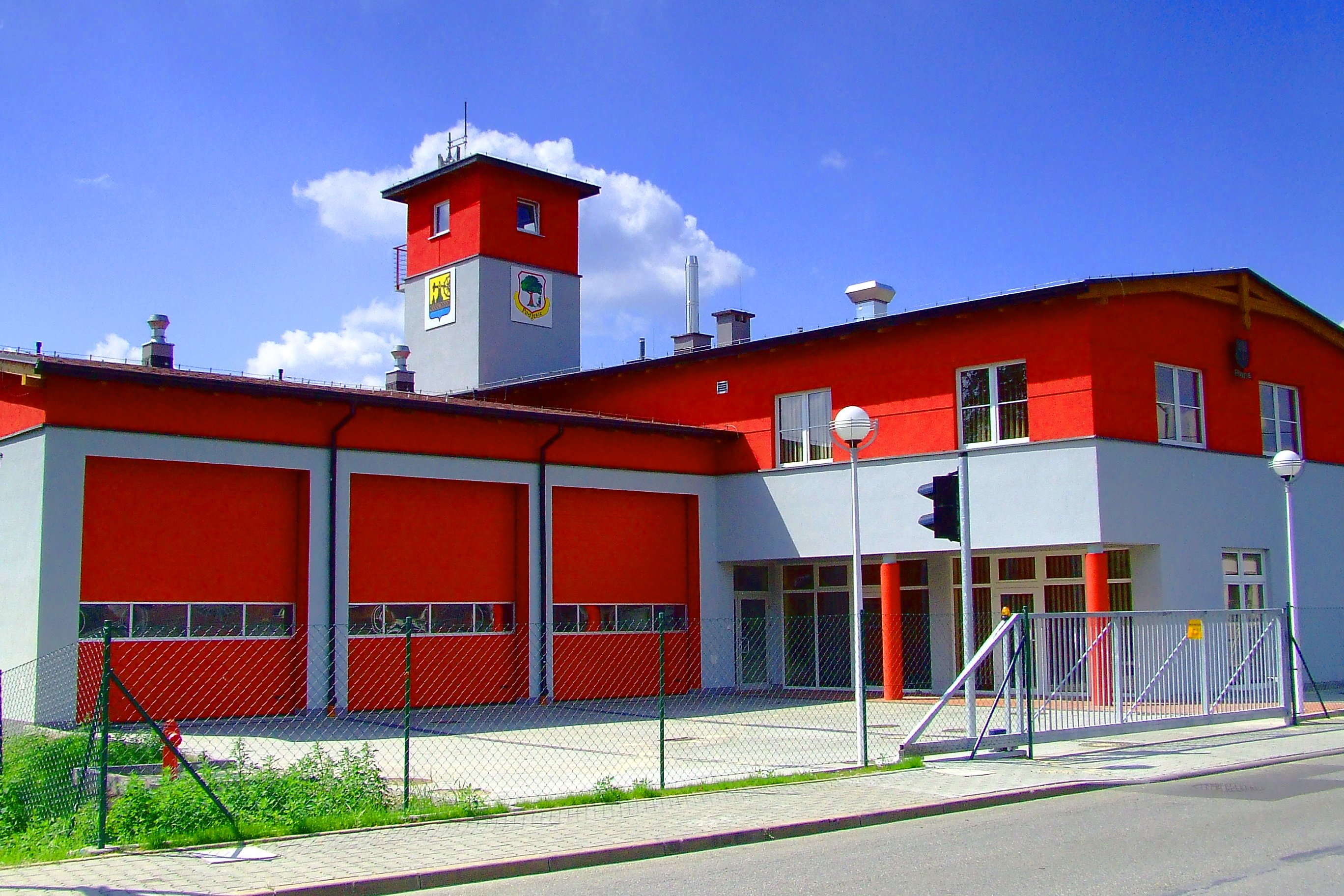
Remiza OSP Katowice-Podlesie (ul. Uniczowska 64)

W Podlesiu nie ma komisariatu Policji, a dzielnica ta jest w zasięgu działania położonego nieopodal w Piotrowicach-Ochojcu przy ulicy Policyjnej 7 Komisariatu IV Policji w Katowicach. Podlesie w 2007 roku należało do najbezpieczniejszych dzielnic Katowic; współczynnik przestępczości w tym czasie wynosił 1,01 przestępstw na 100 mieszkańców dzielnicy (średnia dla całych Katowic w tym czasie to 3,08). Wskaźnik ten był wyższy niż w 2004 roku, kiedy to wynosił 0,92 przestępstw na 100 mieszkańców. W 2013 roku w Podlesiu doszło do 62 przestępstw, co stanowiło wówczas 1,1 aktów na 100 mieszkańców dzielnicy. W 2011 roku 86,6% ankietowanych mieszkańców dzielnicy zadeklarowało, że czuje się bezpiecznie w swojej okolicy, a 13,4% było przeciwnego zdania.
W latach 2004–2007 roku w Podlesiu dochodziło corocznie średnio do jednego wypadku komunikacyjnego.
Przy ulicy Uniczowskiej 64 siedzibę ma Ochotnicza Straż Pożarna Katowice-Podlesie. Pierwotnie zaś pomocy w pożarach udzielały straże pożarne z Piotrowic i Mikołowa, a pierwsza remiza strażacka w Podlesiu powstała około 1880 roku jako drewniana szopa z wieżyczką. Nową wybudowano przy ulicy Uniczowskiej 64 w 1934 roku. Ze względu na zły stan techniczny budynku został on w 2005 roku wyburzony, zaś w latach 2006–2007 w tym samym miejscu wzniesiono nowoczesny budynek Ochotniczej Straży Pożarnej Katowice-Podlesie. Wybudowano wówczas piętrowy obiekt z wieżą i miejscem na wóz strażacki, a także zagospodarowano teren wokół remizy.
W marcu lub kwietniu 1945 roku do Podlesia przybył z Krakowa lekarz Jerzy Ryżewski, który otworzył tutaj pierwszą wiejską przychodnię lekarską w powiecie pszczyńskim. Gmina zorganizowała mu gabinet lekarski w domu Jarczyka, naprzeciwko budynku Urzędy Gminy. Na początku lat 70. XX wieku przy ulicy Uniczowskiej 6 wybudowano Miejski Ośrodek Zdrowia. W 2007 roku przychodnię zlikwidowano, a na jej bazie powstał niepubliczny zakład opieki zdrowotnej – według stanu z końca 2022 roku działa w nim przychodnia VITA LONGA, zapewniająca podstawową opiekę zdrowotną, w tym lekarza rodzinnego, stomatologa, ginekologa, neurologa, kardiologa czy ortopedy.

## Kultura

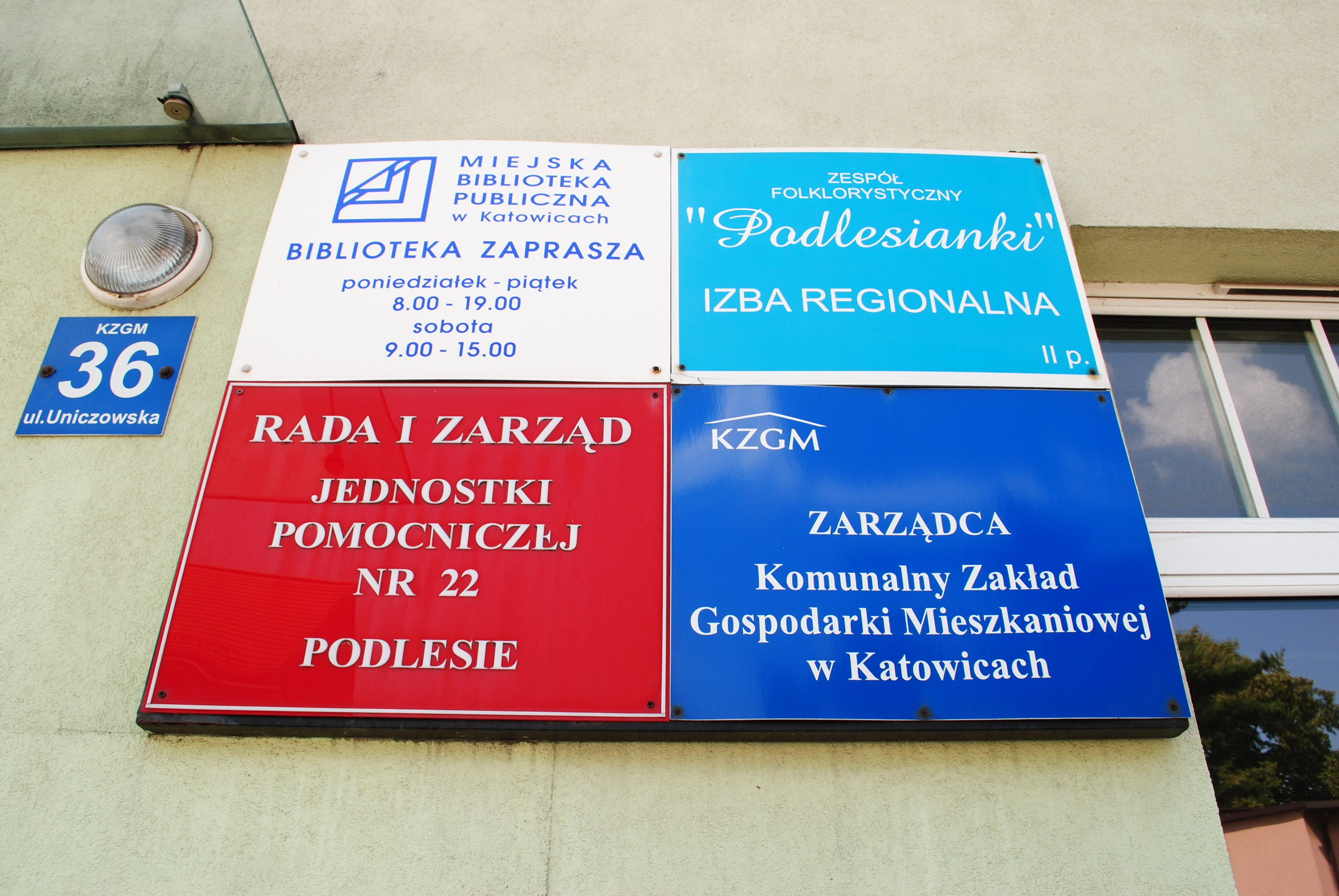
Tablica przed budynkiem przy ulicy Uniczowskiej 36 – siedziba m.in. Filii nr 28 MBP w Katowicach i zespołu folklorystycznego „Podlesianki”

Zorganizowana działalność kulturalna w Podlesiu zaczęła się rozwijać na początku XX wieku. W 1907 roku założono tutaj koło Śpiewaków Śląskich, a w późniejszym okresie chór „Harmonia”. W latach 1913–1922 działał tutaj chór „Jedność” – Lech Szaraniec zaś wskazuje, że chór ten powstał w 1923 roku. W 1926 roku w Podlesiu powołano kościelny chór męski liczący 32 członków, którego prezesem został J. Huj (Holecki), a dyrygentem A. Wodniok. Dnia 1 września 1945 roku w Podlesiu w dawnym budynku rogatki utworzono Dom Kultury, a przy nim w 1948 roku powstała biblioteka publiczna z czytelnią. Zakup książek do nowej placówki sfinansowała gmina Podlesie.
W 1984 roku został założony zespół „Podlesianki” kultywujący dawne tradycje. Ruch ten prócz działań teatralnych poszczególnych grup amatorskich prowadzi m.in. akcje edukacyjne.
Uchwałą Rady Miasta Katowice w 2000 roku został założony Miejski Dom Kultury „Południe” w Katowicach. Uroczyste zaś otwarcie Filii „Podlesie” MDK „Południe” w Katowicach odbyło się 12 lutego 2004 roku, a dokonał tego prezydent Katowic Piotr Uszok oraz wiceprezydent miasta Krystyna Siejna. Siedziba filii mieści się przy ulicy Sołtysiej 25, w sąsiedztwie stadionu Podlesianki Katowice. Filia ta organizuje wszelkiego typu zajęcia kulturalne dla osób w różnych grupach wiekowych. W sezonie 2022/2023 odbywały się tutaj: zajęcia plastyczne, treningi karate, gimnastyka dla seniorów i kobiet, nauka gry na pianinie i treningi umiejętności społecznych. Siedzibę miał tu też zespół taneczny „Endorfina”.
W budynku dawnego podleskiego ratusza przy ulicy Uniczowskiej 36 siedzibę ma Filia nr 28 Miejskiej Biblioteki Publicznej w Katowicach. Filia ta prócz wypożyczalni dla dzieci i dorosłych organizuje lekcje biblioteczne, warsztaty komputerowe dla dorosłych, konwersatoria z języka angielskiego oraz akcje „Lato z Książką” i „Ferie z Książką”.

## Religia

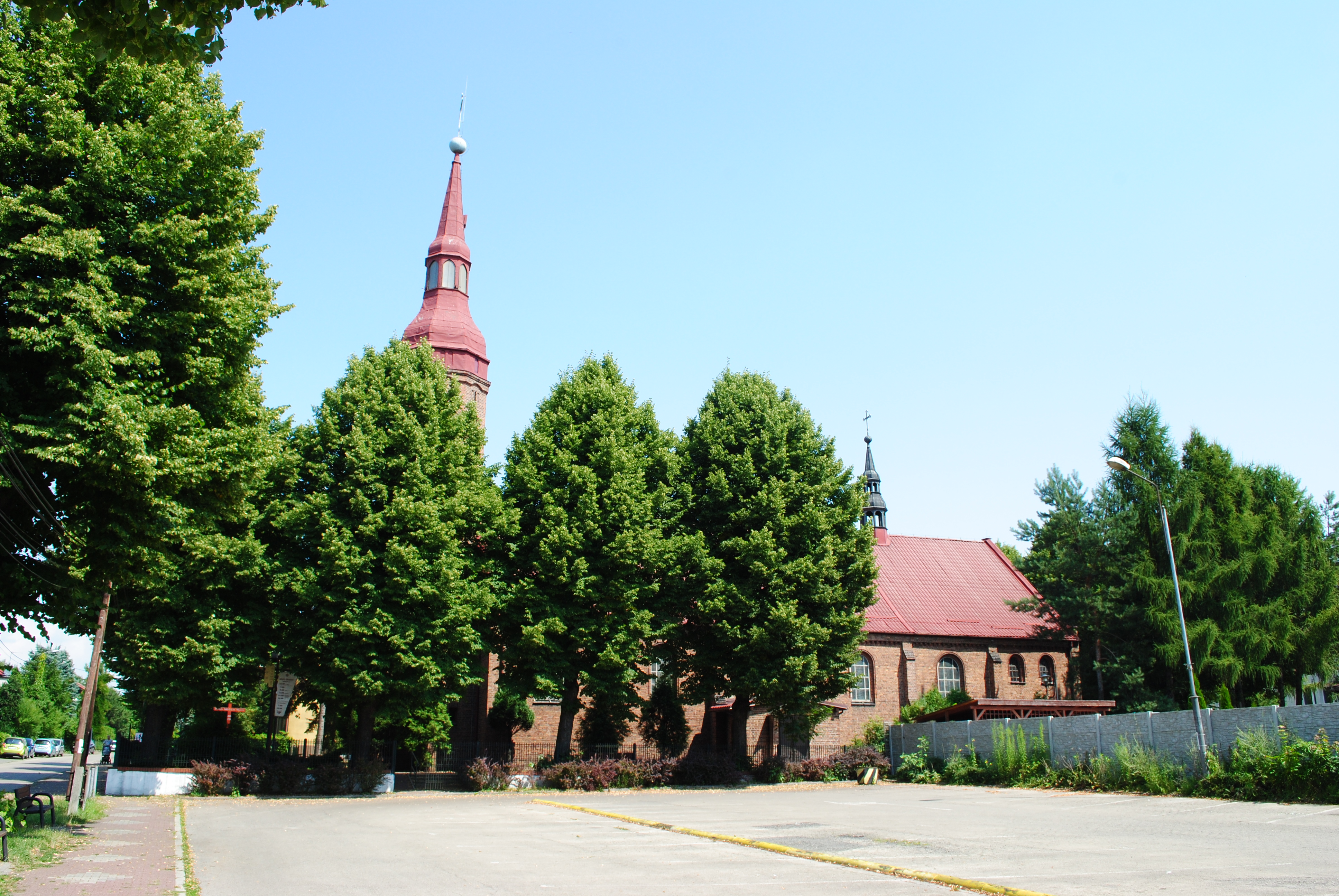
Kościół parafialny parafii Matki Bożej Częstochowskiej (2021)

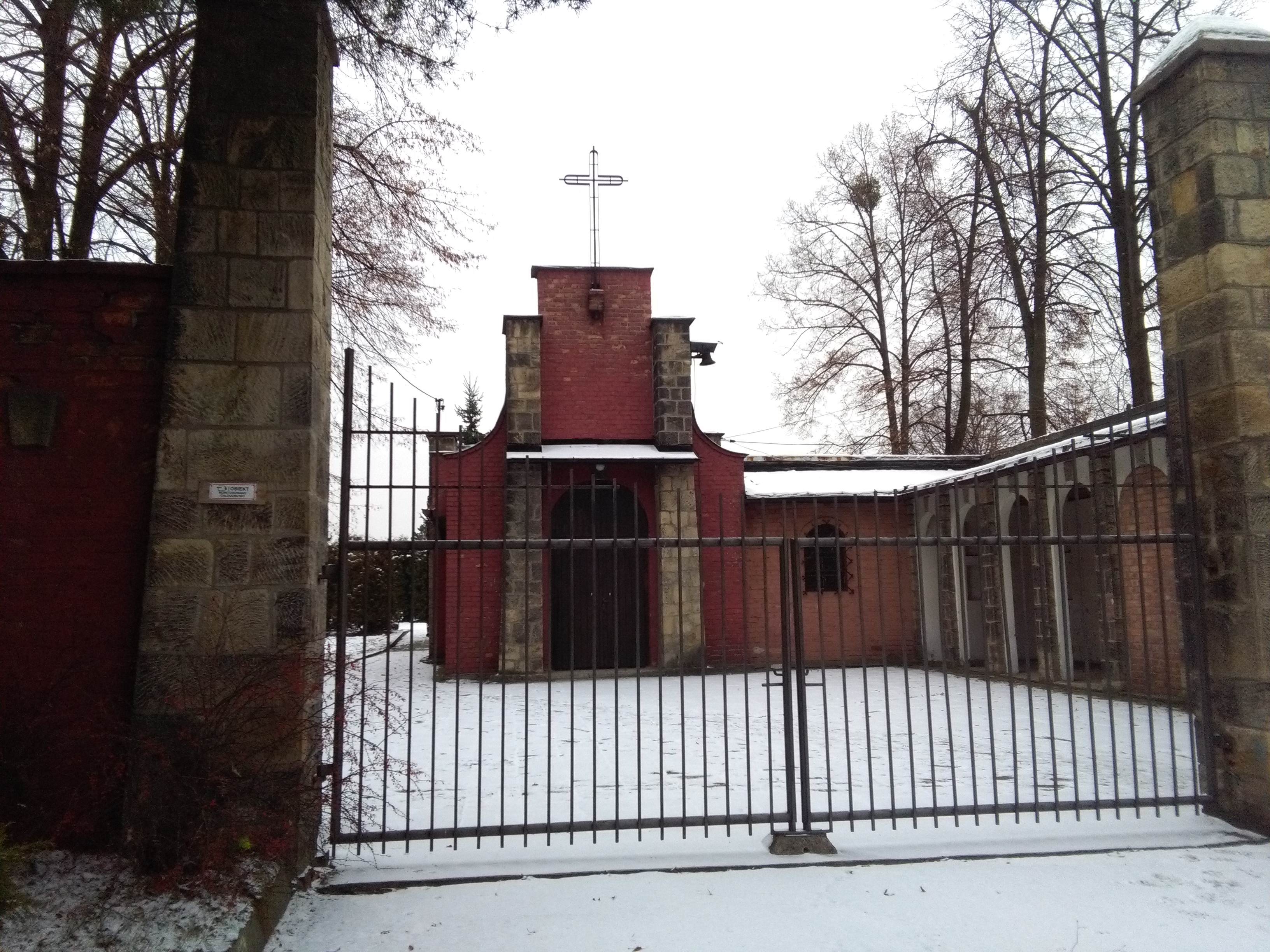
Rzymskokatolicki cmentarz przy ulicy P. Michałowskiego (2018)

W Podlesiu siedzibę mają następujące wspólnoty religijne:
- Rzymskokatolicka parafia Matki Bożej Częstochowskiej (ul. P. Michałowskiego 9)[225],
- Ruch Williama Branhama – Zbór Ewangelii Łaski (ul. Sołtysia 94)[226][227].

Pierwotnie rzymskokatoliccy wierni z Podlesia przynależeli do diecezji krakowskiej, do mikołowskiej parafii będącej częścią dekanatu pszczyńskiego od połowy XIV wieku. Powstała w 1222 roku parafia św. Wojciecha w Mikołowie obejmowała wiernych m.in. z terenów Podlesia, Piotrowic, Panewnik, Ligoty i Zarzecza.
W styczniu 1920 roku mieszkańcy Podlesia rozpoczęli starania o budowie własnej świątyni – w dniu 6 stycznia związał się Komitet Budowy Kościoła na zebraniu gminnym zwołanym przez ławnika Józefa Huja (Holeckiego). Podleską parafię erygowano 1 sierpnia 1925 roku na mocy dekretu biskupa katowickiego ks. Augusta Hlonda i obejmowała mieszkańców gminy Podlesie bez kolonii Böer (Boże Dary). Ostatnim proboszczem mikołowskim będącym duszpasterzem podlesian w czasie budowy podleskiego kościoła, do czasu utworzenia samodzielnej kuracji, był ks. Paul Dworski, sprawujący ten urząd od 1 marca 1905 roku.
Podleski kościół wybudowali w czynie społecznym mieszkańcy osady. Jest on świątynią wotywną jako dziękczynienie za przyłączenie Podlesia do Polski. Wewnątrz świątyni, w ołtarzu głównym znajduje się kopia obrazu Matki Bożej Częstochowskiej, wykonana w 1920 roku przez Bolesława Rutkowskiego.

### Cmentarze
W Podlesiu przy ulicy P. Michałowskiego znajduje się cmentarz rzymskokatolicki Matki Bożej Częstochowskiej o powierzchni 1,0 ha. Cmentarz ten powstał w 1922 roku, gdy ks. Wientzek zakupił od Józefa Masnego z Zarzecza działkę o powierzchni 0,813 ha. Zgodę na grzebanie zmarłych na cmentarzu wydano 21 czerwca 1922 roku. Postawiono na nim krzyż drewniany z cynkowym krucyfiksem.
W 1932 roku w Podlesiu założono jedyny wówczas w Polsce cmentarz komunalny; był to prywatny cmentarz wybudowany przez naczelnika gminy Roberta Jarczyka. Przez lata nikt nie chciał być pochowanym na tym cmentarzu, a stała na nim jedynie wybudowana dla rodziny naczelnika kaplica. Pozostała ona pusta, gdyż Jarczyka ostatecznie pochowano w Mikołowie. Po II wojnie światowej cmentarz upaństwowiono, a w październiku 2000 roku połączono dwie sąsiadujące ze sobą nekropolie.

## Sport i rekreacja

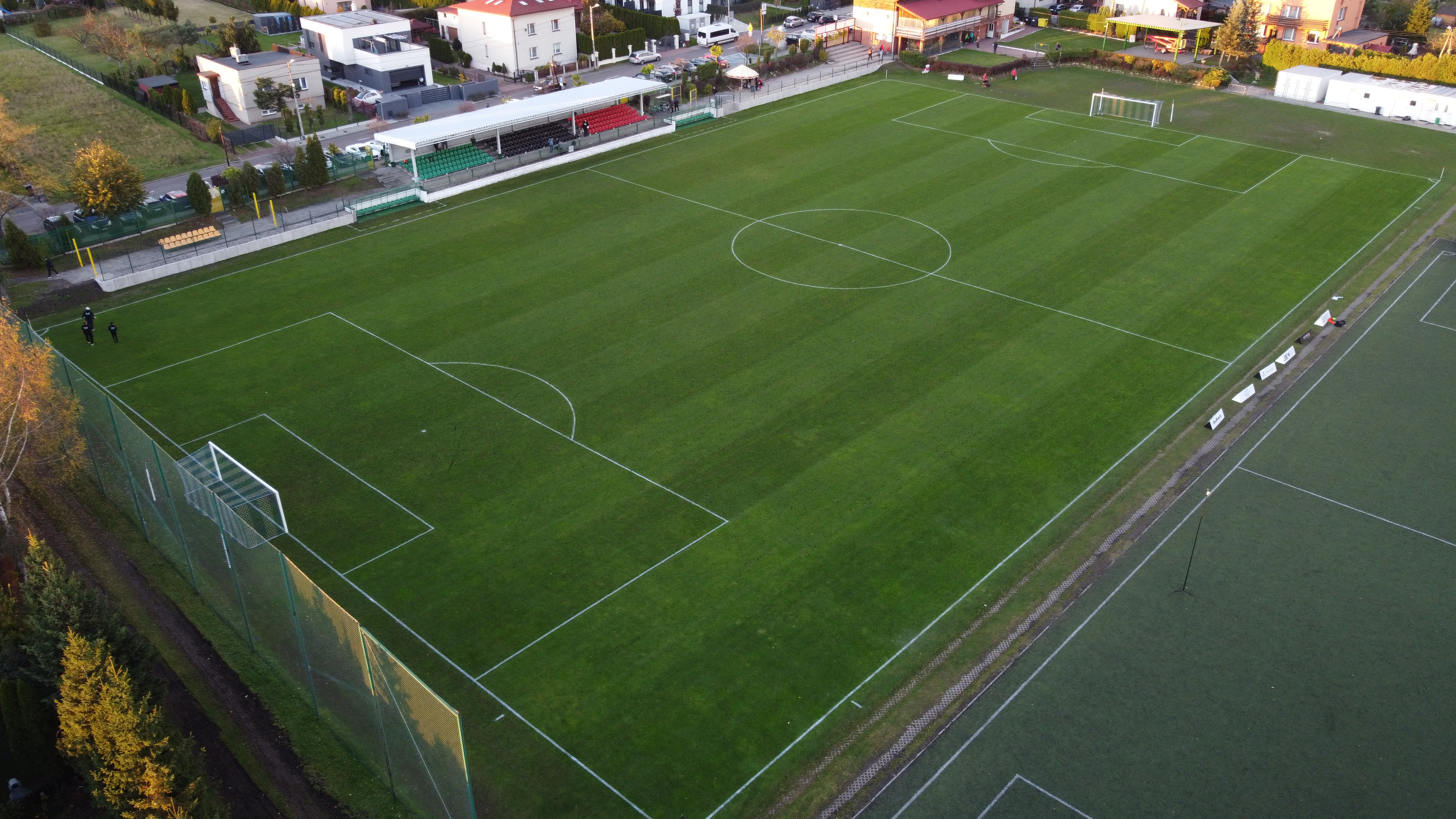
Stadion Podlesianki Katowice przy ulicy Sołtysiej widziany z lotu ptaka (2023)

Pierwsza polską organizacją kultury fizycznej w Podlesiu było Towarzystwo Gimnastyczne „Sokół” Podlesie. Gniazdo to założono 1 czerwca 1919 roku i realizowano w nim klasyczny program polskiego ruchu gimnastycznego. W 1919 roku skupiało łącznie 32 członków. Początkowo organizacja ta działała prężnie, lecz w 1931 roku została ona skreślona z Okręgu Mikołowskiego Dzielnicy Śląskiej Związku Towarzystw Gimnastycznych „Sokół” w Polsce.
W 1938 roku Izydor Żemła wraz z Maksymilianem Jaworskim i Maciejem Jargoniem założyli Klub Sportowy Podlesianka „38” Podlesie. Powstał on w wyniku scalenia działalności sportowej zantagonizowanych organizacji społecznych Katolickiego Stowarzyszenia Młodzieży Męskiej i Oddziału Związku Strzeleckiego w Podlesiu. Klub ten reaktywowano w 1945 roku pod patronatem Związku Samopomocy Chłopskiej. W 1955 roku klub był rewelacją ligi śląskiej w piłce nożnej i Podlesianka grała wówczas o awans do II ligi. W 1965 roku liczył on 156 członków, a od 1973 roku klub działa pod aktualną nazwą. W Ludowo-Górniczym Klubie Sportowym 38 Podlesianka Katowice prowadzona jest sekcja piłki nożnej, a w przeszłości także prowadzono sekcje: biegów na orientację, kolarstwa, siatkówki, szachów i tenisa stołowego. Stadion klubu LGKS 38 Podlesianka Katowice znajduje się przy ulicy Sołtysiej 25 i ma widownię na 1000 osób. Ponadto klub prowadzi zajęcia dla najmłodszych, a także udostępnia boiska do piłki nożnej i piłki ręcznej.
Przy MDK „Południe” w Katowicach w 2009 roku został założony jednosekcyjny, szachowy klub UKS 21 Podlesie. Jest on członkiem Śląskiego Związku Szachowego i Polskiego Związku Szachowego. W 2010 roku liczył on 60 członków. Rok później Szymon Walter zdobył I miejsce w Mistrzostwach Europy 2011 w szachach błyskawicznych w grupie dzieci do 12 lat.